# Gorgosaurus libratus
Gorgosaurus libratus (gr. 'lagarto terrible equilibrado') es un dinosaurio terópodo tiranosáurido, única especie conocida del género Gorgosaurus, que vivió a finales del período geológico Cretácico, hace entre 76,5 y 75,1 millones de años, durante la edad Campaniense, en lo que hoy es Norteamérica. Sus restos fósiles fueron encontrados en la provincia canadiense de Alberta. Otros restos, hallados en el estado de Montana, Estados Unidos, probablemente correspondan a este género. Los paleontólogos admiten únicamente la especie G. libratus, aunque otras especies fueron incluidas erróneamente en este género.
Como todos los tiranosáuridos conocidos, Gorgosaurus fue un bípedo depredador que en su madurez pesaba más de dos toneladas y medía nueve metros de largo. Mostraba docenas de afilados dientes alineados en sus mandíbulas, mientras que sus extremidades anteriores, con dos dedos, eran relativamente cortas. El género Gorgosaurus está íntimamente emparentado con Albertosaurus y, en menor proporción, con Tyrannosaurus rex. Los fósiles de Gorgosaurus y Albertosaurus, de hecho, son extremadamente similares, distinguiéndose sutilmente por pequeñas diferencias en los huesos del cráneo y los dientes, lo que hace que algunos expertos consideren a G. libratus como una de las especie del género Albertosaurus.
Gorgosaurus vivió en un exuberante ambiente inundable a lo largo de la costa del mar interior occidental. Fue un superdepredador, en la cima de la cadena alimenticia, conviviendo y alimentándose de abundantes ceratópsidos y hadrosáuridos. En algunas áreas, Gorgosaurus coexistía con otro tiranosáurido, Daspletosaurus. Aunque estos animales eran aproximadamente del mismo tamaño, hay evidencia de que existía una separación en distintos nichos ecológicos entre los dos. Gorgosaurus es uno de los  tiranosáuridos mejor representado en el registro fósil, con numerosos restos de especímenes que permiten a los científicos calcular con exactitud la ontogenia, desarrollo y otros aspectos de su biología.

## Descripción

G. libratus adulto y subadulto con un humano a escala.

Han sido descubiertos más de veinte esqueletos completos de Gorgosaurus, por lo que uno de los tiranosáuridos mejor representado en el registro fósil.
Gorgosaurus era más pequeño que Tyrannosaurus y Tarbosaurus, pero de mayor tamaño que Daspletosaurus. Los adultos llegaban a alcanzar ocho o nueve metros desde el hocico a la cola. Los paleontólogos estiman su peso en más de 2,5 toneladas y quizás aproximándose a las 2,9 toneladas.

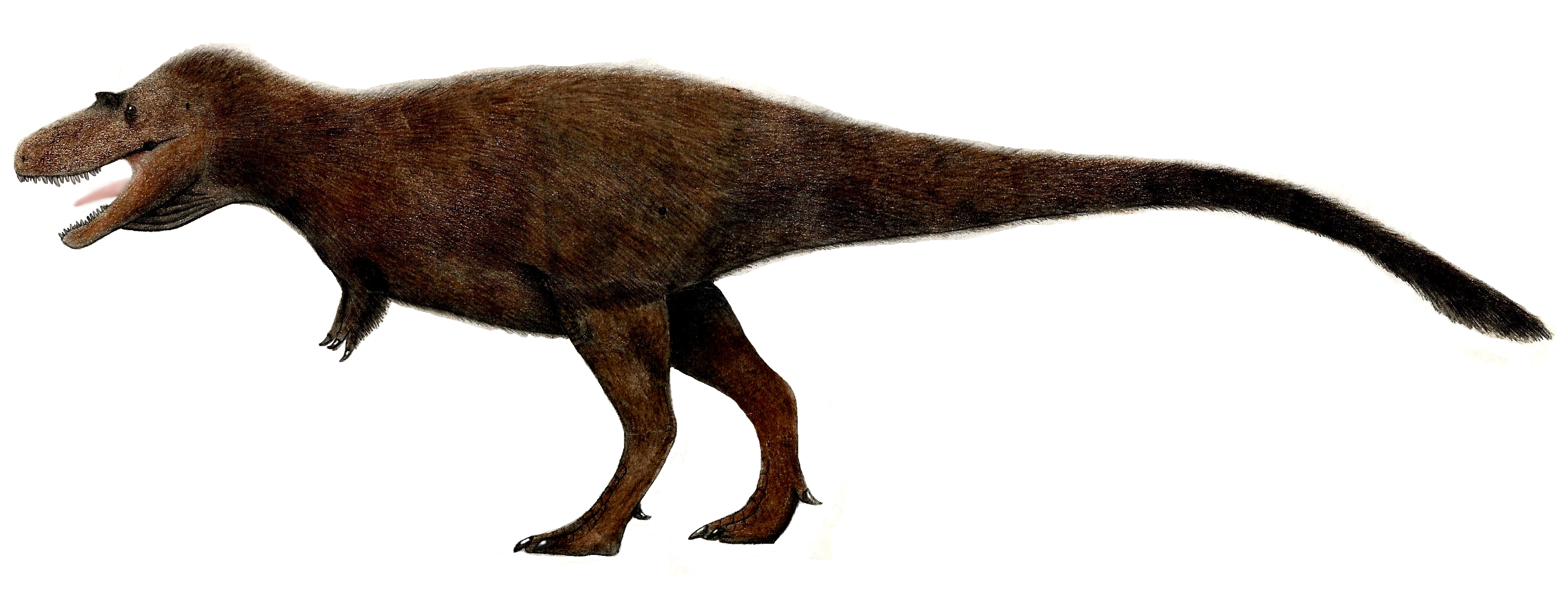
Recreación de un Gorgosaurus libratus adulto.

El cuerpo de Gorgosaurus, en general, tenía las mismas características que los demás tiranosáuridos, destacando una gran cabeza unida al cuerpo por un musculoso cuello en forma de S y, en contraste con ella, extremidades anteriores muy pequeñas, con solo dos dedos, aunque algunos especímenes poseían un tercer metacarpo como vestigio del tercer dígito típico en otros terópodos. Gorgosaurus contaba con cuatro dedos en cada una de sus extremidades posteriores, incluyendo un primer dedo del pie, el hallux, de pequeño tamaño y sin contacto con el suelo. Las patas traseras de los tiranosáuridos eran relativamente largas comparadas con el resto del cuerpo, al contrario que en otros terópodos. El fémur de Gorgosaurus más largo conocido mide 105 centímetros de longitud. En varios especímenes de menor tamaño de Gorgosaurus, la tibia era más larga que el fémur, las cuales son proporciones habituales en animales corredores. No obstante, estos huesos eran de igual longitud en los especímenes más grandes. La larga y pesada cola servía de contrapeso para su cráneo y torso, y ubicaba su centro de gravedad sobre las caderas.

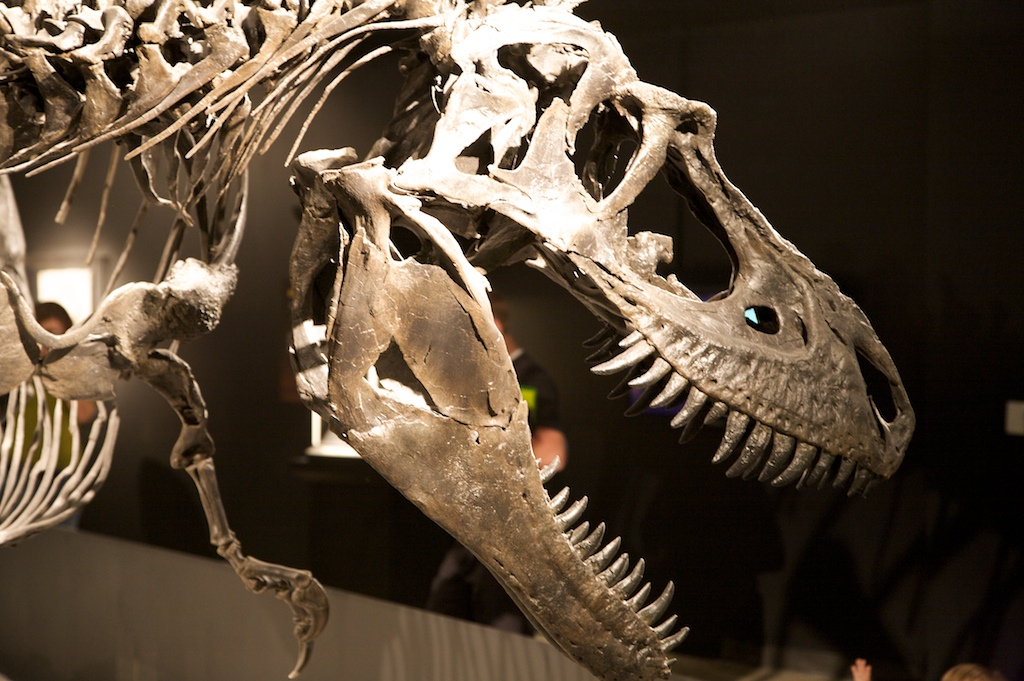
Vista del cráneo de G. libratus.

En 2001, el paleontólogo Phil Currie estudió varias impresiones de la piel del espécimen holotipo de G. libratus. Según su trabajo, la piel de Gorgosaurus era suave, sin las escamas propias de otros dinosaurios y similar a la piel sin plumas de las aves actuales. Escamas de algún tipo estaban presentes en este espécimen, pero se informa que están muy dispersas entre sí y son muy pequeñas. Otros parches de piel de Gorgosaurus aislados muestran escamas más densas y más grandes, aunque aún relativamente finas, más pequeñas que las escamas de hadrosáuridos y aproximadamente tan finas como las de un monstruo de Gila. Ninguna de estas muestras se asoció con ningún hueso en particular o área específica del cuerpo. En la Enciclopedia de los dinosaurios, Kenneth Carpenter señaló que las huellas de las impresiones de la piel de la cola de Gorgosaurus mostraron escamas pequeñas redondeadas o hexagonales similares.

### Cráneo

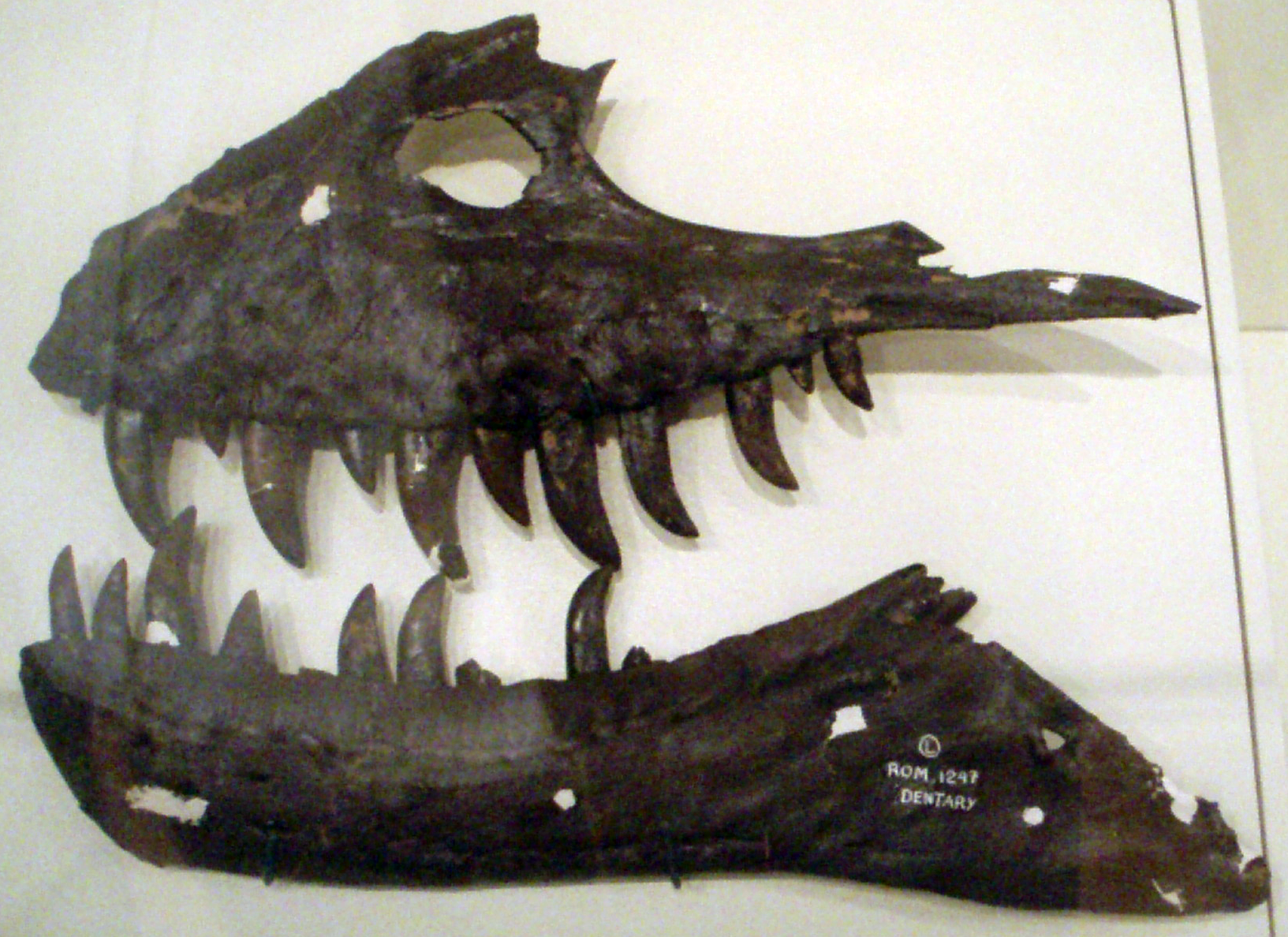
Restos de las mandíbulas del espécimen ROM 1247 de Gorgosaurus, donde se pueden apreciar los distintos tipos de dientes y su colocación.

El cráneo más largo conocido mide 99 centímetros, ligeramente más pequeño que el de Daspletosaurus. Como en otros tiranosáuridos, el cráneo era grande comparado con el tamaño del cuerpo, aunque muestra grandes fosas temporales y cámaras vacías entre los huesos del cráneo que reducen su peso. Los géneros Albertosaurus y Gorgosaurus compartían proporcionalmente sus largos y reducidos cráneos con Daspletosaurus y otros tiranosáuridos. El extremo de su hocico era chato y los huesos nasales y parietales estaban fusionados a lo largo de la línea media del cráneo, como en todos los miembros de la familia Tyrannosauridae. La cavidad ocular, sin embargo, era más circular que ovalada o en forma de cerradura, como ocurre en otros géneros de tiranosáuridos. También presentaba una cresta desde el hueso lagrimal delante de cada ojo, de forma similar a la de Albertosaurus y Daspletosaurus. Varias diferencias sutiles en la forma de los huesos circundantes al cerebro permiten diferenciar a Gorgosaurus de Albertosaurus.

### Mandíbulas y dientes
Los dientes de Gorgosaurus son típicos entre los tiranosáuridos conocidos. Los ocho dientes premaxilares en la parte delantera del hocico eran más pequeños que el resto, estaban muy juntos y tenían forma de D en sección de cruce. En Gorgosaurus, el primer diente del hueso maxilar superior tiene también la forma de los ocho dientes premaxilares. El resto de los dientes eran ovalados en la sección de cruce, bastante diferentes a la forma de hoja de cuchillo típica de otros terópodos. Además de los ocho dientes premaxilares, Gorgosaurus tenía de 26 a 30 dientes maxilares y de 30 a 34 dientes en los huesos dentarios de su mandíbula inferior. Ese número es similar en los Albertosaurus y Daspletosaurus, pero menor que en Tarbosaurus o Tyrannosaurus.

## Descubrimiento e investigación
El holotipo de Gorgosaurus libratus, NMC 2120, es un esqueleto casi completo, con cráneo, descubierto en 1913 por Charles M. Sternberg. Este espécimen fue el primer tiranosáurido descubierto con una extremidad anterior completa. Fue encontrado en la Formación Dinosaur Park de Alberta, Canadá y está expuesto en el Museo Canadiense de la Naturaleza, en Ottawa. Excavadores del Museo Americano de Historia Natural de Nueva York buscaron en el río Red Deer en Alberta al mismo tiempo y recogieron cientos de especímenes espectaculares de dinosaurios, incluyendo cuatro cráneos completos de G. libratus, tres de ellos asociados con un esqueleto. William Diller Matthew y Barnum Brown describieron los cuatro especímenes en 1923.

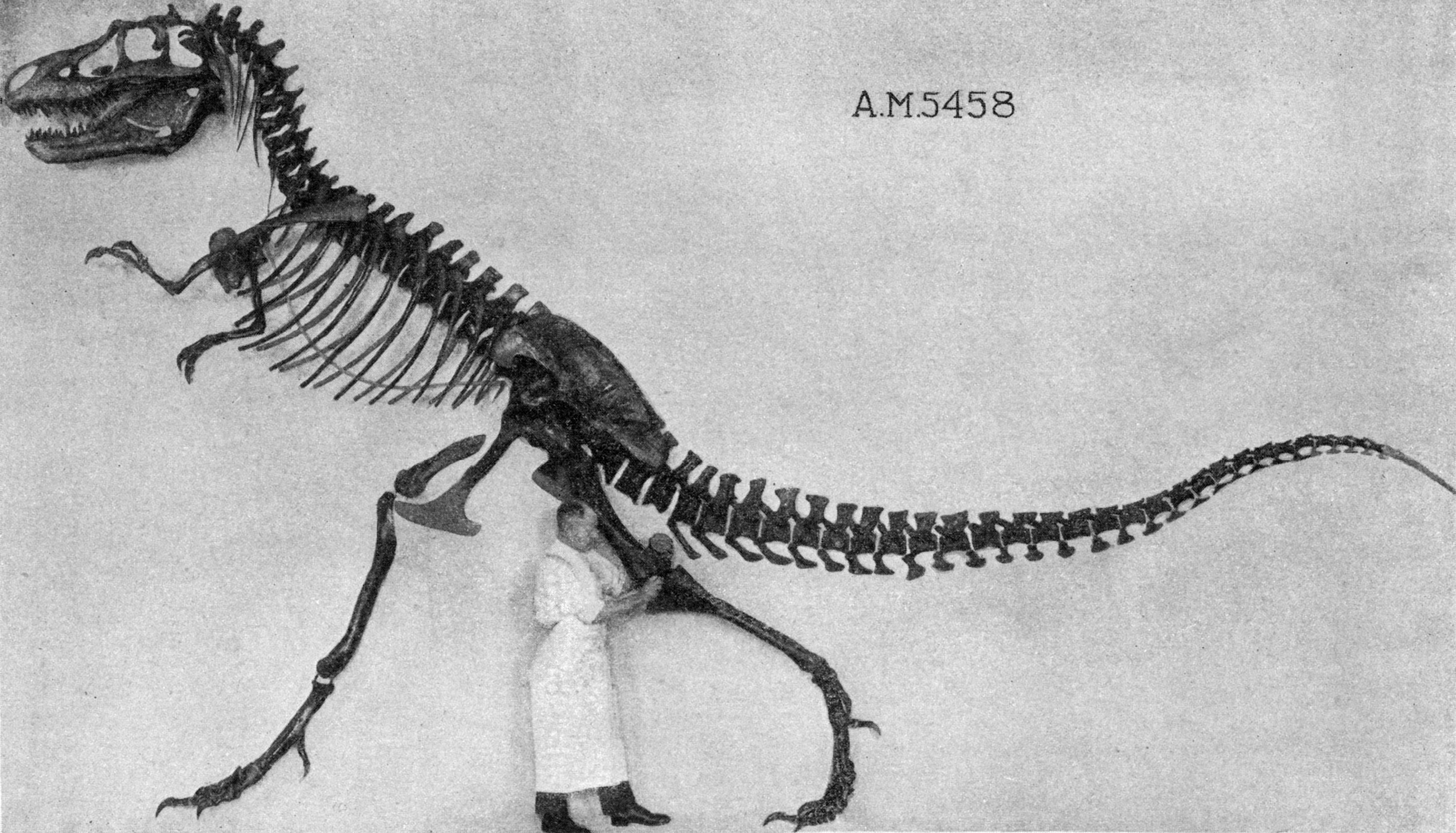
Espécimen AMNH 5458.

Matthew y Brown también describieron un quinto esqueleto, AMNH 5664, que había sido hallado por Sternberg en 1917 y vendido a este museo. Es más pequeño que los otros especímenes de Gorgosaurus, con un cráneo menor y más ligero y patas con proporciones más largas. Asimismo, muchas suturas entre los huesos no estaban osificadas completamente en este ejemplar, una característica de los tiranosáuridos jóvenes, pero de igual forma lo describieron como el holotipo de una nueva especie, G. sternbergi. Hoy en día, los paleontólogos consideran a este espécimen un ejemplar juvenil de G. libratus. Docenas de otros especímenes han sido recuperados en la Formación Dinosaur Park y expuestos en museos de todo Estados Unidos y Canadá. G. libratus es uno de los tiranosáuridos mejor representado en el registro fósil, con una serie completa de todas las edades.

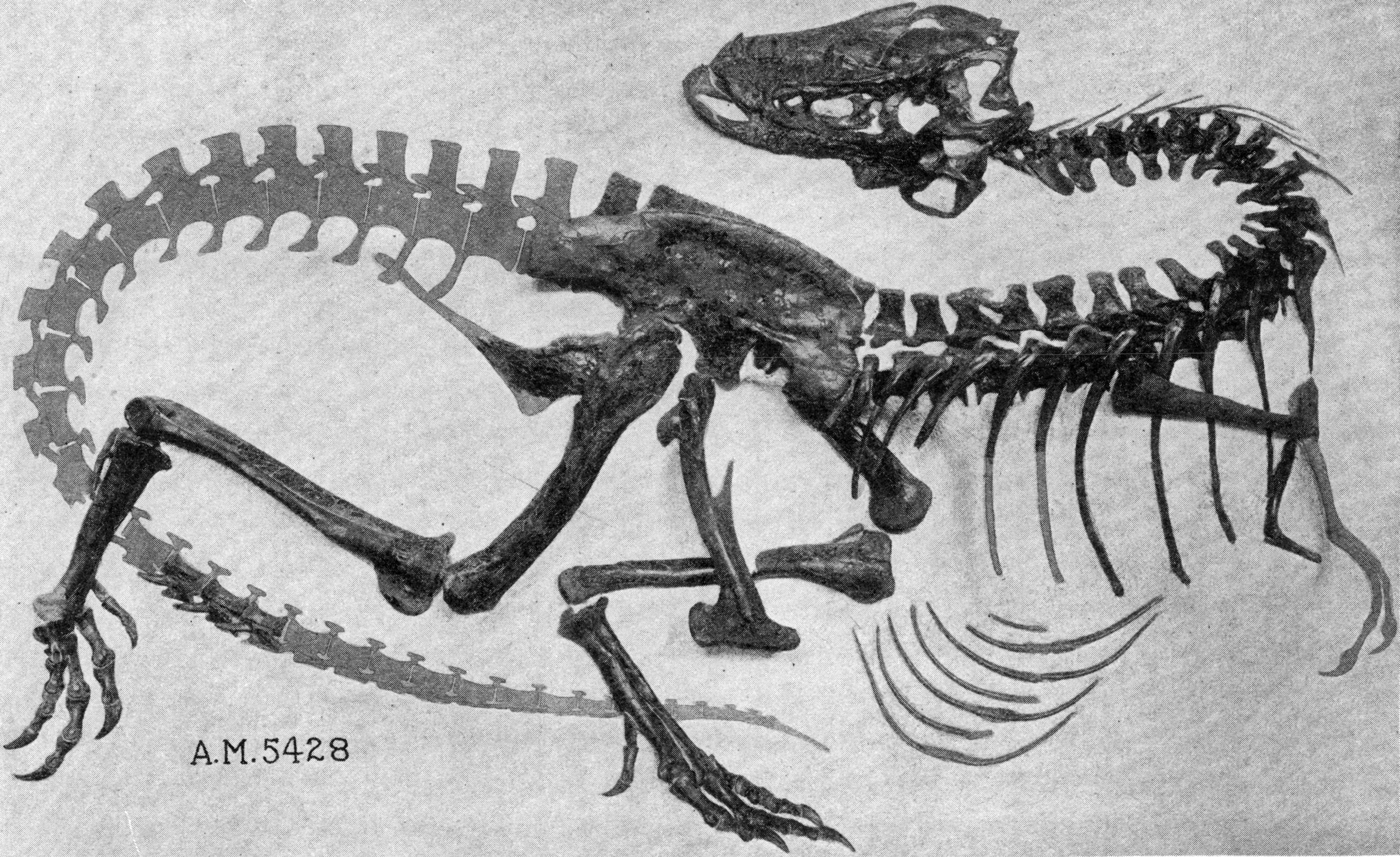
Espécimen AMNH 5428.

En 1856, Joseph Leidy describió dos dientes premaxilares procedentes de tiranosáuridos descubiertos en Montana. Sin otro indicio del aspecto del animal y, ya que los dientes eran largos y robustos, Leidy le dio el nombre de Deinodon. Matthew y Brown postularon en 1922 que esos dientes eran indistinguibles de los de Gorgosaurus, pero en ausencia de otro material para comparar ambos géneros, optaron por no sinonimizar las especies, nombrando provisionalmente a los dientes como ?Deinodon libratus. Aunque los restos maxilares de Deinodon son muy parecidos a los de Gorgosaurus, los dientes de los tiranosáuridos son muy uniformes, por lo que no se puede decir con certeza a qué animal pertenecieron. Deinodon ha sido colocado actualmente en la lista de nomina dubia o nomenclaturas dudosas. Otro esqueleto de tiranosáurido fue encontrado en unos sedimentos algo más jóvenes situados en Alberta, fue nombrado en 1905 por Henry Fairfield Osborn como Albertosaurus sarcophagus. Al haber hallado unas pocas diferencias para separar los dos géneros, Dale Russell declaró al Gorgosaurus un sinónimo de Albertosaurus en 1970, creando la nueva combinación Albertosaurus libratus. Este hecho dio lugar a la ampliación del rango temporal en varios millones de años y del rango geográfico, cientos de km hacia el Sur, de este género.
Un examen más reciente de Albertosaurus y Gorgosaurus ha puesto en duda la sinonimia propuesta por Russell. En 2003, Phil Currie y sus colegas examinaron los cráneos de las dos especies y llegaron a la conclusión de que ambos géneros deben mantenerse, aunque reconocieron que los dos géneros son taxones hermanos y que la distinción es por consiguiente muy arbitraria. Sin embargo, de acuerdo con Currie, Albertosaurus y Gorgosaurus no son más similares que lo que lo son Daspletosaurus y Tyrannosaurus, casi siempre considerados géneros independientes. Además, varios especímenes sin describir de albertosáurinos han sido hallados en otras partes de América del Norte, incluyendo Alaska y Nuevo México, así que Currie ha recomendado dejar a estos dos géneros separados hasta obtener más información al respecto.  Muchos autores desde entonces han seguido la recomendación de Currie, pero otros no.

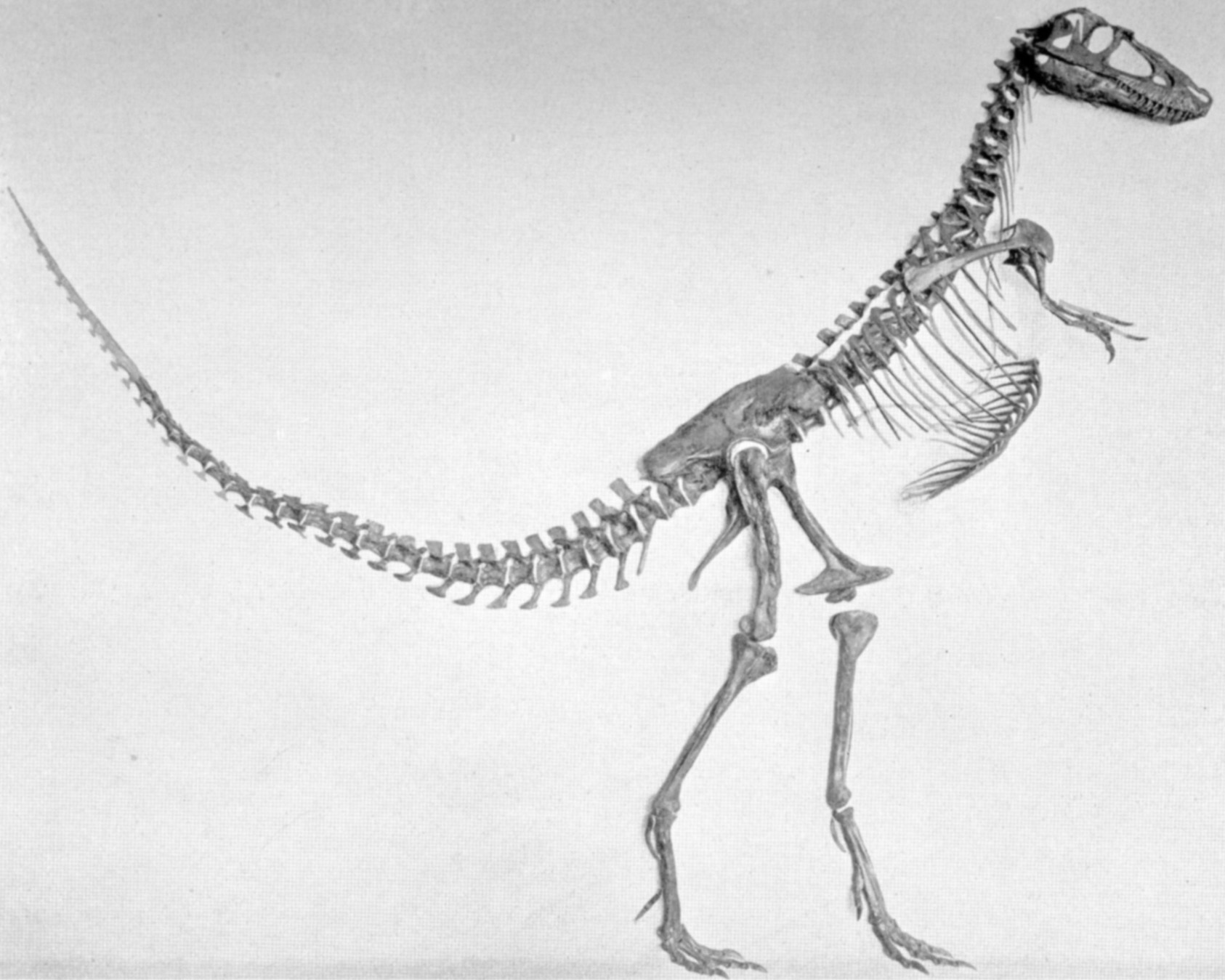
Espécimen tipo de Gorgosaurus sternbergi, AMNH 5664, ahora identificado como un individuo juvenil de Gorgosaurus libratus.

Los muchos esqueletos de tiranosáuridos de la Formación Río Judith de Montana probablemente pertenecieron a Gorgosaurus, pero no se puede afirmar con certeza si pertenecen a G. libratus o a una nueva especie. Un espécimen de Montana, TCMI 2001.89.1, alojado en el Museo de los Niños de Indianápolis, muestra evidencias de severas patologías, incluyendo una pata sanada, costillas y vértebras fracturadas, osteomielitis en la punta de la mandíbula inferior con pérdida permanente de dentadura y, posiblemente, un tumor cerebral.

### Etimología
Gorgosaurus libratus fue descrito por primera vez por Lawrence Lambe en 1914. Su nombre deriva del griego γοργός gorgós 'terrible, espantoso, violento, furioso', sin necesaria referencia específica a las gorgonas, monstruos de la mitología griega (Γοργώ Gorgṓ 'Gorgona'), y σαῦρος saûros 'lagarto'. La especie tipo es G. libratus, donde el epíteto es el participio pasado del verbo en latín librare ('equilibrar, balancear', de libra 'balanza'), y por lo tanto significa «en equilibrio».

### Especies mal asignadas

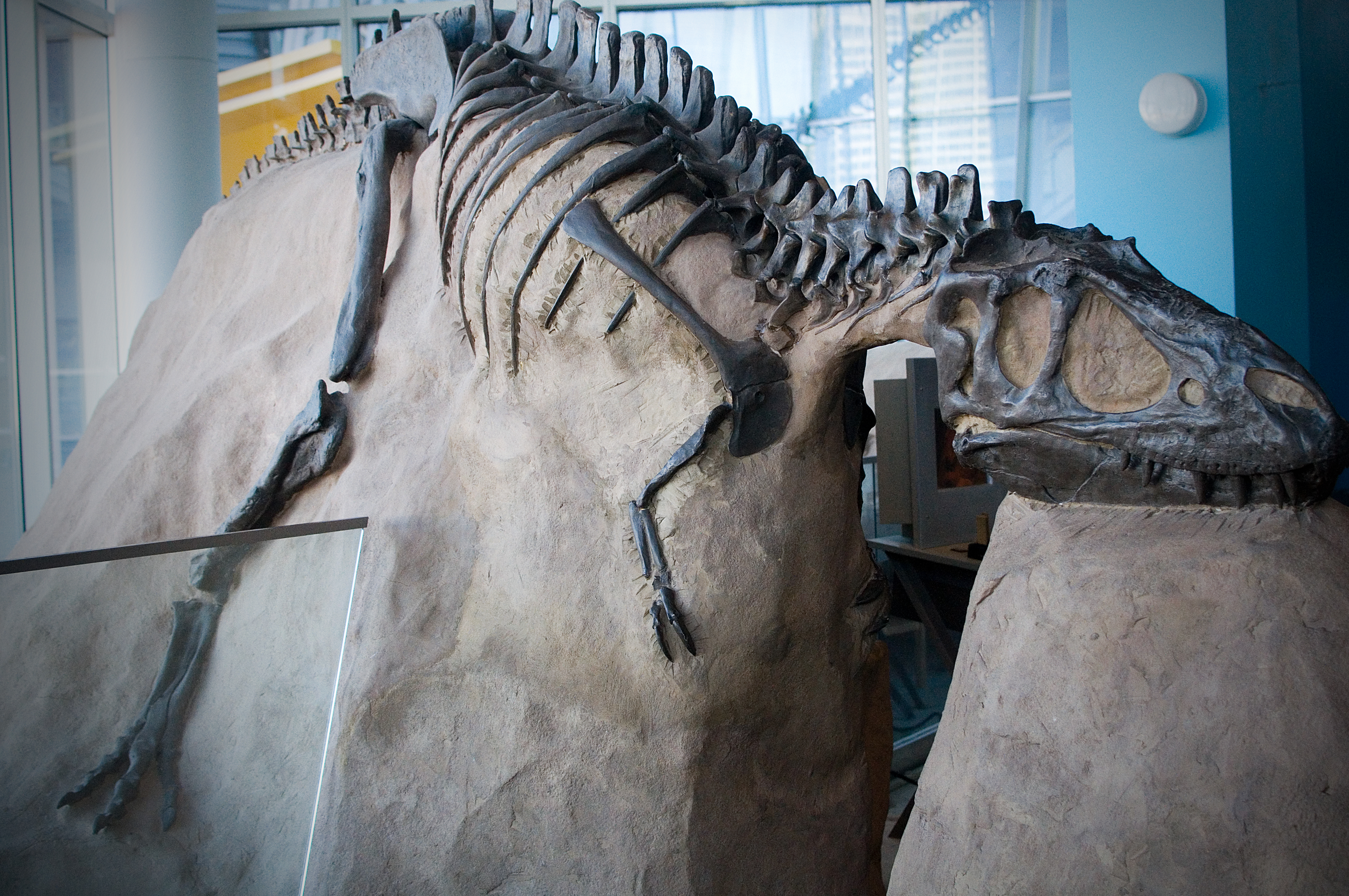
Esqueleto de Gorgosaurus libratus (espécimen «ROM 1247») en el Maryland Science Center. (Anteriormente identificado como Albertosaurus libratus).

Bastantes especies han sido incorrectamente asignadas al género Gorgosaurus durante el siglo XX. Un cráneo completo de un pequeño tiranosáurido, CMNH 7541, encontrado en la Formación Hell Creek de Montana, datada en el Maastrichtiense tardío, fue llamado Gorgosaurus lancensis por Charles W. Gilmore en 1946. Este espécimen fue renombrado como Nanotyrannus por Robert Bakker y su equipo en 1988. Hoy en día, la mayoría de los paleontólogos consideran a Nanotyrannus un ejemplar joven de Tyrannosaurus rex. De igual manera, Evgeny Maleev eligió los nombres Gorgosaurus lancinator y Gorgosaurus novojilovi para dos pequeños especímenes de tiranosáuridos, PIN 553-1 y PIN 552-2, de la Formación Nemegt de Mongolia en 1955. Kenneth Carpenter renombró estos ejemplares como Maleevosaurus novojilovi en 1992, pero actualmente se consideran ejemplares juveniles de Tarbosaurus bataar.

## Clasificación

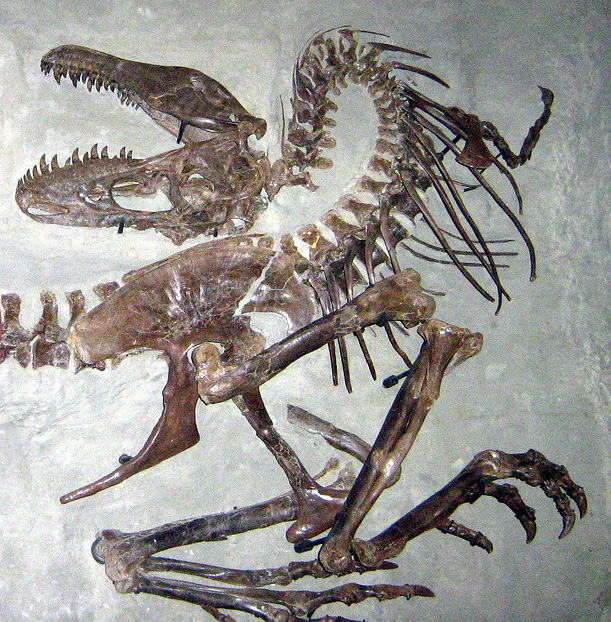
Espécimen subadulto en la «postura de muerte», según Reisdorf y Wuttke (2012), Museo Tyrrell.

Gorgosaurus es clasificado en la subfamilia de terópodos Albertosaurinae, también llamados albertosaurinos, dentro de la familia Tyrannosauridae. El género más cercano es Albertosaurus, ligeramente más reciente en el tiempo. Estos géneros son los únicos que se han descrito con seguridad en la subfamilia Albertosaurinae, aunque podrían existir especies desconocidas hasta el momento o inexistentes en el registro fósil. El género Appalachiosaurus, por su parte, fue descrito como especie de Tyrannosauroidea basal, cercana, pero fuera de la superfamilia Tyrannosauridae, aunque el paleontólogo estadounidense Thomas Holtz publicó un análisis filogenético en el año 2004 en el que indicaba que era un albertosaurino. Más reciente, un trabajo de Holtz no publicado se mostraba de acuerdo con la evaluación original. Todos los demás géneros de tiranosáuridos, incluyendo Daspletosaurus, Tarbosaurus y Tyrannosaurus, están clasificados en la subfamilia Tyrannosaurinae. Comparados con los tiranosaurinos, los albertosaurinos eran de constitución más ligera, proporcionalmente menores, poseían cráneos más reducidos y huesos más largos en las patas, sobre todo la tibia y pie, metatarsianos y falanges.
Las estrechas similitudes entre Gorgosaurus libratus y Albertosaurus sarcophagus han hecho que muchos expertos los hayan combinado en un único género. Albertosaurus fue nombrado primero, así que por convención se le dio prioridad sobre Gorgosaurus, considerado en ocasiones un sinónimo más moderno. William Diller Matthew y Barnum Brown dudaron sobre la diferencia de los géneros a comienzos de 1922. G. libratus fue formalmente reasignado a Albertosaurus (como Albertosaurus libratus) por Dale Russell en 1970, clasificación que siguieron muchos autores posteriores. La combinación de los dos géneros extiende enormemente los registros cronológicos y geográficos del género Albertosaurus. Otros expertos mantuvieron los dos géneros separados. El paleontólogo canadiense Phil Currie, por su parte, demostró que había tantas diferencias anatómicas entre Albertosaurus y Gorgosaurus como entre Daspletosaurus y Tyrannosaurus, que normalmente se clasificaban por separado. También destacó que los tiranosáuridos sin describir descubiertos en Alaska, Nuevo México y otras partes de Norteamérica pueden ayudar a clarificar la situación. Gregory S. Paul ha sugerido que Gorgosaurus libratus es ancestral a Albertosaurus sarcophagus.

### Filogenia
A continuación se muestra el cladograma de Tyrannosauridae basado en el análisis filogenético realizado por Loewen et al. en 2013.
|  | Gorgosaurus libratus      |
|  |                           |

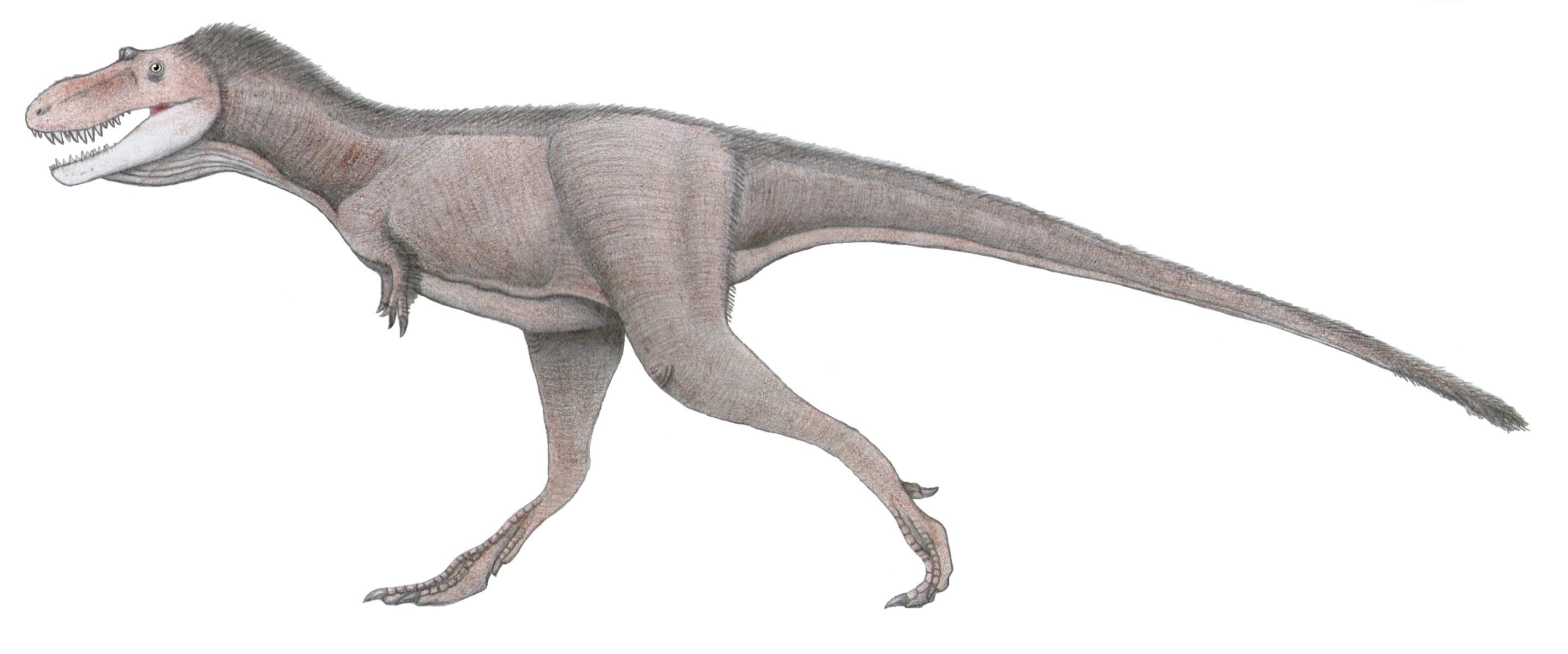
Recreación del espécimen subadulto (TMP 91.36.500) de Gorgosaurus libratus.

|  | Albertosaurus sarcophagus |
|  |                           |

|  | Tyrannosaurus rex                                                              |
|  |                                                                                |
|  | \| \| Tarbosaurus bataar \| \| \| \| \| \| Zhuchengtyrannus magnus \| \| \| \| |
|  |                                                                                |
|  | Tarbosaurus bataar                                                             |
|  |                                                                                |
|  | Zhuchengtyrannus magnus                                                        |
|  |                                                                                |

|  | Tarbosaurus bataar      |
|  |                         |
|  | Zhuchengtyrannus magnus |
|  |                         |

|  | Tyrannosaurus rex                                                              |
|  |                                                                                |
|  | \| \| Tarbosaurus bataar \| \| \| \| \| \| Zhuchengtyrannus magnus \| \| \| \| |
|  |                                                                                |
|  | Tarbosaurus bataar                                                             |
|  |                                                                                |
|  | Zhuchengtyrannus magnus                                                        |
|  |                                                                                |

|  | Tarbosaurus bataar      |
|  |                         |
|  | Zhuchengtyrannus magnus |
|  |                         |

|  | Tyrannosaurus rex                                                              |
|  |                                                                                |
|  | \| \| Tarbosaurus bataar \| \| \| \| \| \| Zhuchengtyrannus magnus \| \| \| \| |
|  |                                                                                |
|  | Tarbosaurus bataar                                                             |
|  |                                                                                |
|  | Zhuchengtyrannus magnus                                                        |
|  |                                                                                |

|  | Tarbosaurus bataar      |
|  |                         |
|  | Zhuchengtyrannus magnus |
|  |                         |

|  | Tyrannosaurus rex                                                              |
|  |                                                                                |
|  | \| \| Tarbosaurus bataar \| \| \| \| \| \| Zhuchengtyrannus magnus \| \| \| \| |
|  |                                                                                |
|  | Tarbosaurus bataar                                                             |
|  |                                                                                |
|  | Zhuchengtyrannus magnus                                                        |
|  |                                                                                |

|  | Tarbosaurus bataar      |
|  |                         |
|  | Zhuchengtyrannus magnus |
|  |                         |

|  | Tyrannosaurus rex                                                              |
|  |                                                                                |
|  | \| \| Tarbosaurus bataar \| \| \| \| \| \| Zhuchengtyrannus magnus \| \| \| \| |
|  |                                                                                |
|  | Tarbosaurus bataar                                                             |
|  |                                                                                |
|  | Zhuchengtyrannus magnus                                                        |
|  |                                                                                |

|  | Tarbosaurus bataar      |
|  |                         |
|  | Zhuchengtyrannus magnus |
|  |                         |

|  | Tyrannosaurus rex                                                              |
|  |                                                                                |
|  | \| \| Tarbosaurus bataar \| \| \| \| \| \| Zhuchengtyrannus magnus \| \| \| \| |
|  |                                                                                |
|  | Tarbosaurus bataar                                                             |
|  |                                                                                |
|  | Zhuchengtyrannus magnus                                                        |
|  |                                                                                |

|  | Tarbosaurus bataar      |
|  |                         |
|  | Zhuchengtyrannus magnus |
|  |                         |

|  | Tyrannosaurus rex                                                              |
|  |                                                                                |
|  | \| \| Tarbosaurus bataar \| \| \| \| \| \| Zhuchengtyrannus magnus \| \| \| \| |
|  |                                                                                |
|  | Tarbosaurus bataar                                                             |
|  |                                                                                |
|  | Zhuchengtyrannus magnus                                                        |
|  |                                                                                |

|  | Tarbosaurus bataar      |
|  |                         |
|  | Zhuchengtyrannus magnus |
|  |                         |

|  | Tyrannosaurus rex                                                              |
|  |                                                                                |
|  | \| \| Tarbosaurus bataar \| \| \| \| \| \| Zhuchengtyrannus magnus \| \| \| \| |
|  |                                                                                |
|  | Tarbosaurus bataar                                                             |
|  |                                                                                |
|  | Zhuchengtyrannus magnus                                                        |
|  |                                                                                |

|  | Tarbosaurus bataar      |
|  |                         |
|  | Zhuchengtyrannus magnus |
|  |                         |

|  | Tyrannosaurus rex                                                              |
|  |                                                                                |
|  | \| \| Tarbosaurus bataar \| \| \| \| \| \| Zhuchengtyrannus magnus \| \| \| \| |
|  |                                                                                |
|  | Tarbosaurus bataar                                                             |
|  |                                                                                |
|  | Zhuchengtyrannus magnus                                                        |
|  |                                                                                |

|  | Tarbosaurus bataar      |
|  |                         |
|  | Zhuchengtyrannus magnus |
|  |                         |

|  | Tyrannosaurus rex                                                              |
|  |                                                                                |
|  | \| \| Tarbosaurus bataar \| \| \| \| \| \| Zhuchengtyrannus magnus \| \| \| \| |
|  |                                                                                |
|  | Tarbosaurus bataar                                                             |
|  |                                                                                |
|  | Zhuchengtyrannus magnus                                                        |
|  |                                                                                |

|  | Tarbosaurus bataar      |
|  |                         |
|  | Zhuchengtyrannus magnus |
|  |                         |

|  | Tyrannosaurus rex                                                              |
|  |                                                                                |
|  | \| \| Tarbosaurus bataar \| \| \| \| \| \| Zhuchengtyrannus magnus \| \| \| \| |
|  |                                                                                |
|  | Tarbosaurus bataar                                                             |
|  |                                                                                |
|  | Zhuchengtyrannus magnus                                                        |
|  |                                                                                |

|  | Tarbosaurus bataar      |
|  |                         |
|  | Zhuchengtyrannus magnus |
|  |                         |

|  | Tyrannosaurus rex                                                              |
|  |                                                                                |
|  | \| \| Tarbosaurus bataar \| \| \| \| \| \| Zhuchengtyrannus magnus \| \| \| \| |
|  |                                                                                |
|  | Tarbosaurus bataar                                                             |
|  |                                                                                |
|  | Zhuchengtyrannus magnus                                                        |
|  |                                                                                |

|  | Tarbosaurus bataar      |
|  |                         |
|  | Zhuchengtyrannus magnus |
|  |                         |

|  | Tyrannosaurus rex                                                              |
|  |                                                                                |
|  | \| \| Tarbosaurus bataar \| \| \| \| \| \| Zhuchengtyrannus magnus \| \| \| \| |
|  |                                                                                |
|  | Tarbosaurus bataar                                                             |
|  |                                                                                |
|  | Zhuchengtyrannus magnus                                                        |
|  |                                                                                |

|  | Tarbosaurus bataar      |
|  |                         |
|  | Zhuchengtyrannus magnus |
|  |                         |

|  | Tyrannosaurus rex                                                              |
|  |                                                                                |
|  | \| \| Tarbosaurus bataar \| \| \| \| \| \| Zhuchengtyrannus magnus \| \| \| \| |
|  |                                                                                |
|  | Tarbosaurus bataar                                                             |
|  |                                                                                |
|  | Zhuchengtyrannus magnus                                                        |
|  |                                                                                |

|  | Tarbosaurus bataar      |
|  |                         |
|  | Zhuchengtyrannus magnus |
|  |                         |

|  | Tyrannosaurus rex                                                              |
|  |                                                                                |
|  | \| \| Tarbosaurus bataar \| \| \| \| \| \| Zhuchengtyrannus magnus \| \| \| \| |
|  |                                                                                |
|  | Tarbosaurus bataar                                                             |
|  |                                                                                |
|  | Zhuchengtyrannus magnus                                                        |
|  |                                                                                |

|  | Tarbosaurus bataar      |
|  |                         |
|  | Zhuchengtyrannus magnus |
|  |                         |

|  | Tyrannosaurus rex                                                              |
|  |                                                                                |
|  | \| \| Tarbosaurus bataar \| \| \| \| \| \| Zhuchengtyrannus magnus \| \| \| \| |
|  |                                                                                |
|  | Tarbosaurus bataar                                                             |
|  |                                                                                |
|  | Zhuchengtyrannus magnus                                                        |
|  |                                                                                |

|  | Tarbosaurus bataar      |
|  |                         |
|  | Zhuchengtyrannus magnus |
|  |                         |

|  | Tyrannosaurus rex                                                              |
|  |                                                                                |
|  | \| \| Tarbosaurus bataar \| \| \| \| \| \| Zhuchengtyrannus magnus \| \| \| \| |
|  |                                                                                |
|  | Tarbosaurus bataar                                                             |
|  |                                                                                |
|  | Zhuchengtyrannus magnus                                                        |
|  |                                                                                |

|  | Tarbosaurus bataar      |
|  |                         |
|  | Zhuchengtyrannus magnus |
|  |                         |

|  | Tyrannosaurus rex                                                              |
|  |                                                                                |
|  | \| \| Tarbosaurus bataar \| \| \| \| \| \| Zhuchengtyrannus magnus \| \| \| \| |
|  |                                                                                |
|  | Tarbosaurus bataar                                                             |
|  |                                                                                |
|  | Zhuchengtyrannus magnus                                                        |
|  |                                                                                |

|  | Tarbosaurus bataar      |
|  |                         |
|  | Zhuchengtyrannus magnus |
|  |                         |

|  | Tyrannosaurus rex                                                              |
|  |                                                                                |
|  | \| \| Tarbosaurus bataar \| \| \| \| \| \| Zhuchengtyrannus magnus \| \| \| \| |
|  |                                                                                |
|  | Tarbosaurus bataar                                                             |
|  |                                                                                |
|  | Zhuchengtyrannus magnus                                                        |
|  |                                                                                |

|  | Tarbosaurus bataar      |
|  |                         |
|  | Zhuchengtyrannus magnus |
|  |                         |

|  | Tyrannosaurus rex                                                              |
|  |                                                                                |
|  | \| \| Tarbosaurus bataar \| \| \| \| \| \| Zhuchengtyrannus magnus \| \| \| \| |
|  |                                                                                |
|  | Tarbosaurus bataar                                                             |
|  |                                                                                |
|  | Zhuchengtyrannus magnus                                                        |
|  |                                                                                |

|  | Tarbosaurus bataar      |
|  |                         |
|  | Zhuchengtyrannus magnus |
|  |                         |

|  | Tyrannosaurus rex                                                              |
|  |                                                                                |
|  | \| \| Tarbosaurus bataar \| \| \| \| \| \| Zhuchengtyrannus magnus \| \| \| \| |
|  |                                                                                |
|  | Tarbosaurus bataar                                                             |
|  |                                                                                |
|  | Zhuchengtyrannus magnus                                                        |
|  |                                                                                |

|  | Tarbosaurus bataar      |
|  |                         |
|  | Zhuchengtyrannus magnus |
|  |                         |

|  | Tyrannosaurus rex                                                              |
|  |                                                                                |
|  | \| \| Tarbosaurus bataar \| \| \| \| \| \| Zhuchengtyrannus magnus \| \| \| \| |
|  |                                                                                |
|  | Tarbosaurus bataar                                                             |
|  |                                                                                |
|  | Zhuchengtyrannus magnus                                                        |
|  |                                                                                |

|  | Tarbosaurus bataar      |
|  |                         |
|  | Zhuchengtyrannus magnus |
|  |                         |

|  | Tyrannosaurus rex                                                              |
|  |                                                                                |
|  | \| \| Tarbosaurus bataar \| \| \| \| \| \| Zhuchengtyrannus magnus \| \| \| \| |
|  |                                                                                |
|  | Tarbosaurus bataar                                                             |
|  |                                                                                |
|  | Zhuchengtyrannus magnus                                                        |
|  |                                                                                |

|  | Tarbosaurus bataar      |
|  |                         |
|  | Zhuchengtyrannus magnus |
|  |                         |

|  | Tyrannosaurus rex                                                              |
|  |                                                                                |
|  | \| \| Tarbosaurus bataar \| \| \| \| \| \| Zhuchengtyrannus magnus \| \| \| \| |
|  |                                                                                |
|  | Tarbosaurus bataar                                                             |
|  |                                                                                |
|  | Zhuchengtyrannus magnus                                                        |
|  |                                                                                |

|  | Tarbosaurus bataar      |
|  |                         |
|  | Zhuchengtyrannus magnus |
|  |                         |

|  | Tyrannosaurus rex                                                              |
|  |                                                                                |
|  | \| \| Tarbosaurus bataar \| \| \| \| \| \| Zhuchengtyrannus magnus \| \| \| \| |
|  |                                                                                |
|  | Tarbosaurus bataar                                                             |
|  |                                                                                |
|  | Zhuchengtyrannus magnus                                                        |
|  |                                                                                |

|  | Tarbosaurus bataar      |
|  |                         |
|  | Zhuchengtyrannus magnus |
|  |                         |

|  | Tyrannosaurus rex                                                              |
|  |                                                                                |
|  | \| \| Tarbosaurus bataar \| \| \| \| \| \| Zhuchengtyrannus magnus \| \| \| \| |
|  |                                                                                |
|  | Tarbosaurus bataar                                                             |
|  |                                                                                |
|  | Zhuchengtyrannus magnus                                                        |
|  |                                                                                |

|  | Tarbosaurus bataar      |
|  |                         |
|  | Zhuchengtyrannus magnus |
|  |                         |

|  | Tyrannosaurus rex                                                              |
|  |                                                                                |
|  | \| \| Tarbosaurus bataar \| \| \| \| \| \| Zhuchengtyrannus magnus \| \| \| \| |
|  |                                                                                |
|  | Tarbosaurus bataar                                                             |
|  |                                                                                |
|  | Zhuchengtyrannus magnus                                                        |
|  |                                                                                |

|  | Tarbosaurus bataar      |
|  |                         |
|  | Zhuchengtyrannus magnus |
|  |                         |

|  | Tyrannosaurus rex                                                              |
|  |                                                                                |
|  | \| \| Tarbosaurus bataar \| \| \| \| \| \| Zhuchengtyrannus magnus \| \| \| \| |
|  |                                                                                |
|  | Tarbosaurus bataar                                                             |
|  |                                                                                |
|  | Zhuchengtyrannus magnus                                                        |
|  |                                                                                |

|  | Tarbosaurus bataar      |
|  |                         |
|  | Zhuchengtyrannus magnus |
|  |                         |

|  | Tyrannosaurus rex                                                              |
|  |                                                                                |
|  | \| \| Tarbosaurus bataar \| \| \| \| \| \| Zhuchengtyrannus magnus \| \| \| \| |
|  |                                                                                |
|  | Tarbosaurus bataar                                                             |
|  |                                                                                |
|  | Zhuchengtyrannus magnus                                                        |
|  |                                                                                |

|  | Tarbosaurus bataar      |
|  |                         |
|  | Zhuchengtyrannus magnus |
|  |                         |

|  | Tyrannosaurus rex                                                              |
|  |                                                                                |
|  | \| \| Tarbosaurus bataar \| \| \| \| \| \| Zhuchengtyrannus magnus \| \| \| \| |
|  |                                                                                |
|  | Tarbosaurus bataar                                                             |
|  |                                                                                |
|  | Zhuchengtyrannus magnus                                                        |
|  |                                                                                |

|  | Tarbosaurus bataar      |
|  |                         |
|  | Zhuchengtyrannus magnus |
|  |                         |

|  | Tyrannosaurus rex                                                              |
|  |                                                                                |
|  | \| \| Tarbosaurus bataar \| \| \| \| \| \| Zhuchengtyrannus magnus \| \| \| \| |
|  |                                                                                |
|  | Tarbosaurus bataar                                                             |
|  |                                                                                |
|  | Zhuchengtyrannus magnus                                                        |
|  |                                                                                |

|  | Tarbosaurus bataar      |
|  |                         |
|  | Zhuchengtyrannus magnus |
|  |                         |

|  | Tyrannosaurus rex                                                              |
|  |                                                                                |
|  | \| \| Tarbosaurus bataar \| \| \| \| \| \| Zhuchengtyrannus magnus \| \| \| \| |
|  |                                                                                |
|  | Tarbosaurus bataar                                                             |
|  |                                                                                |
|  | Zhuchengtyrannus magnus                                                        |
|  |                                                                                |

|  | Tarbosaurus bataar      |
|  |                         |
|  | Zhuchengtyrannus magnus |
|  |                         |

|  | Tyrannosaurus rex                                                              |
|  |                                                                                |
|  | \| \| Tarbosaurus bataar \| \| \| \| \| \| Zhuchengtyrannus magnus \| \| \| \| |
|  |                                                                                |
|  | Tarbosaurus bataar                                                             |
|  |                                                                                |
|  | Zhuchengtyrannus magnus                                                        |
|  |                                                                                |

|  | Tarbosaurus bataar      |
|  |                         |
|  | Zhuchengtyrannus magnus |
|  |                         |

|  | Tyrannosaurus rex                                                              |
|  |                                                                                |
|  | \| \| Tarbosaurus bataar \| \| \| \| \| \| Zhuchengtyrannus magnus \| \| \| \| |
|  |                                                                                |
|  | Tarbosaurus bataar                                                             |
|  |                                                                                |
|  | Zhuchengtyrannus magnus                                                        |
|  |                                                                                |

|  | Tarbosaurus bataar      |
|  |                         |
|  | Zhuchengtyrannus magnus |
|  |                         |

|  | Tyrannosaurus rex                                                              |
|  |                                                                                |
|  | \| \| Tarbosaurus bataar \| \| \| \| \| \| Zhuchengtyrannus magnus \| \| \| \| |
|  |                                                                                |
|  | Tarbosaurus bataar                                                             |
|  |                                                                                |
|  | Zhuchengtyrannus magnus                                                        |
|  |                                                                                |

|  | Tarbosaurus bataar      |
|  |                         |
|  | Zhuchengtyrannus magnus |
|  |                         |

|  | Tyrannosaurus rex                                                              |
|  |                                                                                |
|  | \| \| Tarbosaurus bataar \| \| \| \| \| \| Zhuchengtyrannus magnus \| \| \| \| |
|  |                                                                                |
|  | Tarbosaurus bataar                                                             |
|  |                                                                                |
|  | Zhuchengtyrannus magnus                                                        |
|  |                                                                                |

|  | Tarbosaurus bataar      |
|  |                         |
|  | Zhuchengtyrannus magnus |
|  |                         |

|  | Tyrannosaurus rex                                                              |
|  |                                                                                |
|  | \| \| Tarbosaurus bataar \| \| \| \| \| \| Zhuchengtyrannus magnus \| \| \| \| |
|  |                                                                                |
|  | Tarbosaurus bataar                                                             |
|  |                                                                                |
|  | Zhuchengtyrannus magnus                                                        |
|  |                                                                                |

|  | Tarbosaurus bataar      |
|  |                         |
|  | Zhuchengtyrannus magnus |
|  |                         |

|  | Tyrannosaurus rex                                                              |
|  |                                                                                |
|  | \| \| Tarbosaurus bataar \| \| \| \| \| \| Zhuchengtyrannus magnus \| \| \| \| |
|  |                                                                                |
|  | Tarbosaurus bataar                                                             |
|  |                                                                                |
|  | Zhuchengtyrannus magnus                                                        |
|  |                                                                                |

|  | Tarbosaurus bataar      |
|  |                         |
|  | Zhuchengtyrannus magnus |
|  |                         |

|  | Tyrannosaurus rex                                                              |
|  |                                                                                |
|  | \| \| Tarbosaurus bataar \| \| \| \| \| \| Zhuchengtyrannus magnus \| \| \| \| |
|  |                                                                                |
|  | Tarbosaurus bataar                                                             |
|  |                                                                                |
|  | Zhuchengtyrannus magnus                                                        |
|  |                                                                                |

|  | Tarbosaurus bataar      |
|  |                         |
|  | Zhuchengtyrannus magnus |
|  |                         |

|  | Tyrannosaurus rex                                                              |
|  |                                                                                |
|  | \| \| Tarbosaurus bataar \| \| \| \| \| \| Zhuchengtyrannus magnus \| \| \| \| |
|  |                                                                                |
|  | Tarbosaurus bataar                                                             |
|  |                                                                                |
|  | Zhuchengtyrannus magnus                                                        |
|  |                                                                                |

|  | Tarbosaurus bataar      |
|  |                         |
|  | Zhuchengtyrannus magnus |
|  |                         |

|  | Tyrannosaurus rex                                                              |
|  |                                                                                |
|  | \| \| Tarbosaurus bataar \| \| \| \| \| \| Zhuchengtyrannus magnus \| \| \| \| |
|  |                                                                                |
|  | Tarbosaurus bataar                                                             |
|  |                                                                                |
|  | Zhuchengtyrannus magnus                                                        |
|  |                                                                                |

|  | Tarbosaurus bataar      |
|  |                         |
|  | Zhuchengtyrannus magnus |
|  |                         |

|  | Tyrannosaurus rex                                                              |
|  |                                                                                |
|  | \| \| Tarbosaurus bataar \| \| \| \| \| \| Zhuchengtyrannus magnus \| \| \| \| |
|  |                                                                                |
|  | Tarbosaurus bataar                                                             |
|  |                                                                                |
|  | Zhuchengtyrannus magnus                                                        |
|  |                                                                                |

|  | Tarbosaurus bataar      |
|  |                         |
|  | Zhuchengtyrannus magnus |
|  |                         |

|  | Tyrannosaurus rex                                                              |
|  |                                                                                |
|  | \| \| Tarbosaurus bataar \| \| \| \| \| \| Zhuchengtyrannus magnus \| \| \| \| |
|  |                                                                                |
|  | Tarbosaurus bataar                                                             |
|  |                                                                                |
|  | Zhuchengtyrannus magnus                                                        |
|  |                                                                                |

|  | Tarbosaurus bataar      |
|  |                         |
|  | Zhuchengtyrannus magnus |
|  |                         |

|  | Tyrannosaurus rex                                                              |
|  |                                                                                |
|  | \| \| Tarbosaurus bataar \| \| \| \| \| \| Zhuchengtyrannus magnus \| \| \| \| |
|  |                                                                                |
|  | Tarbosaurus bataar                                                             |
|  |                                                                                |
|  | Zhuchengtyrannus magnus                                                        |
|  |                                                                                |

|  | Tarbosaurus bataar      |
|  |                         |
|  | Zhuchengtyrannus magnus |
|  |                         |

|  | Tyrannosaurus rex                                                              |
|  |                                                                                |
|  | \| \| Tarbosaurus bataar \| \| \| \| \| \| Zhuchengtyrannus magnus \| \| \| \| |
|  |                                                                                |
|  | Tarbosaurus bataar                                                             |
|  |                                                                                |
|  | Zhuchengtyrannus magnus                                                        |
|  |                                                                                |

|  | Tarbosaurus bataar      |
|  |                         |
|  | Zhuchengtyrannus magnus |
|  |                         |

|  | Tyrannosaurus rex                                                              |
|  |                                                                                |
|  | \| \| Tarbosaurus bataar \| \| \| \| \| \| Zhuchengtyrannus magnus \| \| \| \| |
|  |                                                                                |
|  | Tarbosaurus bataar                                                             |
|  |                                                                                |
|  | Zhuchengtyrannus magnus                                                        |
|  |                                                                                |

|  | Tarbosaurus bataar      |
|  |                         |
|  | Zhuchengtyrannus magnus |
|  |                         |

|  | Tyrannosaurus rex                                                              |
|  |                                                                                |
|  | \| \| Tarbosaurus bataar \| \| \| \| \| \| Zhuchengtyrannus magnus \| \| \| \| |
|  |                                                                                |
|  | Tarbosaurus bataar                                                             |
|  |                                                                                |
|  | Zhuchengtyrannus magnus                                                        |
|  |                                                                                |

|  | Tarbosaurus bataar      |
|  |                         |
|  | Zhuchengtyrannus magnus |
|  |                         |

|  | Tyrannosaurus rex                                                              |
|  |                                                                                |
|  | \| \| Tarbosaurus bataar \| \| \| \| \| \| Zhuchengtyrannus magnus \| \| \| \| |
|  |                                                                                |
|  | Tarbosaurus bataar                                                             |
|  |                                                                                |
|  | Zhuchengtyrannus magnus                                                        |
|  |                                                                                |

|  | Tarbosaurus bataar      |
|  |                         |
|  | Zhuchengtyrannus magnus |
|  |                         |

|  | Tyrannosaurus rex                                                              |
|  |                                                                                |
|  | \| \| Tarbosaurus bataar \| \| \| \| \| \| Zhuchengtyrannus magnus \| \| \| \| |
|  |                                                                                |
|  | Tarbosaurus bataar                                                             |
|  |                                                                                |
|  | Zhuchengtyrannus magnus                                                        |
|  |                                                                                |

|  | Tarbosaurus bataar      |
|  |                         |
|  | Zhuchengtyrannus magnus |
|  |                         |

|  | Tyrannosaurus rex                                                              |
|  |                                                                                |
|  | \| \| Tarbosaurus bataar \| \| \| \| \| \| Zhuchengtyrannus magnus \| \| \| \| |
|  |                                                                                |
|  | Tarbosaurus bataar                                                             |
|  |                                                                                |
|  | Zhuchengtyrannus magnus                                                        |
|  |                                                                                |

|  | Tarbosaurus bataar      |
|  |                         |
|  | Zhuchengtyrannus magnus |
|  |                         |

|  | Tyrannosaurus rex                                                              |
|  |                                                                                |
|  | \| \| Tarbosaurus bataar \| \| \| \| \| \| Zhuchengtyrannus magnus \| \| \| \| |
|  |                                                                                |
|  | Tarbosaurus bataar                                                             |
|  |                                                                                |
|  | Zhuchengtyrannus magnus                                                        |
|  |                                                                                |

|  | Tarbosaurus bataar      |
|  |                         |
|  | Zhuchengtyrannus magnus |
|  |                         |

|  | Tyrannosaurus rex                                                              |
|  |                                                                                |
|  | \| \| Tarbosaurus bataar \| \| \| \| \| \| Zhuchengtyrannus magnus \| \| \| \| |
|  |                                                                                |
|  | Tarbosaurus bataar                                                             |
|  |                                                                                |
|  | Zhuchengtyrannus magnus                                                        |
|  |                                                                                |

|  | Tarbosaurus bataar      |
|  |                         |
|  | Zhuchengtyrannus magnus |
|  |                         |

|  | Tyrannosaurus rex                                                              |
|  |                                                                                |
|  | \| \| Tarbosaurus bataar \| \| \| \| \| \| Zhuchengtyrannus magnus \| \| \| \| |
|  |                                                                                |
|  | Tarbosaurus bataar                                                             |
|  |                                                                                |
|  | Zhuchengtyrannus magnus                                                        |
|  |                                                                                |

|  | Tarbosaurus bataar      |
|  |                         |
|  | Zhuchengtyrannus magnus |
|  |                         |

|  | Tyrannosaurus rex                                                              |
|  |                                                                                |
|  | \| \| Tarbosaurus bataar \| \| \| \| \| \| Zhuchengtyrannus magnus \| \| \| \| |
|  |                                                                                |
|  | Tarbosaurus bataar                                                             |
|  |                                                                                |
|  | Zhuchengtyrannus magnus                                                        |
|  |                                                                                |

|  | Tarbosaurus bataar      |
|  |                         |
|  | Zhuchengtyrannus magnus |
|  |                         |

|  | Tyrannosaurus rex                                                              |
|  |                                                                                |
|  | \| \| Tarbosaurus bataar \| \| \| \| \| \| Zhuchengtyrannus magnus \| \| \| \| |
|  |                                                                                |
|  | Tarbosaurus bataar                                                             |
|  |                                                                                |
|  | Zhuchengtyrannus magnus                                                        |
|  |                                                                                |

|  | Tarbosaurus bataar      |
|  |                         |
|  | Zhuchengtyrannus magnus |
|  |                         |

|  | Tyrannosaurus rex                                                              |
|  |                                                                                |
|  | \| \| Tarbosaurus bataar \| \| \| \| \| \| Zhuchengtyrannus magnus \| \| \| \| |
|  |                                                                                |
|  | Tarbosaurus bataar                                                             |
|  |                                                                                |
|  | Zhuchengtyrannus magnus                                                        |
|  |                                                                                |

|  | Tarbosaurus bataar      |
|  |                         |
|  | Zhuchengtyrannus magnus |
|  |                         |

|  | Tyrannosaurus rex                                                              |
|  |                                                                                |
|  | \| \| Tarbosaurus bataar \| \| \| \| \| \| Zhuchengtyrannus magnus \| \| \| \| |
|  |                                                                                |
|  | Tarbosaurus bataar                                                             |
|  |                                                                                |
|  | Zhuchengtyrannus magnus                                                        |
|  |                                                                                |

|  | Tarbosaurus bataar      |
|  |                         |
|  | Zhuchengtyrannus magnus |
|  |                         |

|  | Tyrannosaurus rex                                                              |
|  |                                                                                |
|  | \| \| Tarbosaurus bataar \| \| \| \| \| \| Zhuchengtyrannus magnus \| \| \| \| |
|  |                                                                                |
|  | Tarbosaurus bataar                                                             |
|  |                                                                                |
|  | Zhuchengtyrannus magnus                                                        |
|  |                                                                                |

|  | Tarbosaurus bataar      |
|  |                         |
|  | Zhuchengtyrannus magnus |
|  |                         |

|  | Tyrannosaurus rex                                                              |
|  |                                                                                |
|  | \| \| Tarbosaurus bataar \| \| \| \| \| \| Zhuchengtyrannus magnus \| \| \| \| |
|  |                                                                                |
|  | Tarbosaurus bataar                                                             |
|  |                                                                                |
|  | Zhuchengtyrannus magnus                                                        |
|  |                                                                                |

|  | Tarbosaurus bataar      |
|  |                         |
|  | Zhuchengtyrannus magnus |
|  |                         |

|  | Tyrannosaurus rex                                                              |
|  |                                                                                |
|  | \| \| Tarbosaurus bataar \| \| \| \| \| \| Zhuchengtyrannus magnus \| \| \| \| |
|  |                                                                                |
|  | Tarbosaurus bataar                                                             |
|  |                                                                                |
|  | Zhuchengtyrannus magnus                                                        |
|  |                                                                                |

|  | Tarbosaurus bataar      |
|  |                         |
|  | Zhuchengtyrannus magnus |
|  |                         |

|  | Tyrannosaurus rex                                                              |
|  |                                                                                |
|  | \| \| Tarbosaurus bataar \| \| \| \| \| \| Zhuchengtyrannus magnus \| \| \| \| |
|  |                                                                                |
|  | Tarbosaurus bataar                                                             |
|  |                                                                                |
|  | Zhuchengtyrannus magnus                                                        |
|  |                                                                                |

|  | Tarbosaurus bataar      |
|  |                         |
|  | Zhuchengtyrannus magnus |
|  |                         |

|  | Tyrannosaurus rex                                                              |
|  |                                                                                |
|  | \| \| Tarbosaurus bataar \| \| \| \| \| \| Zhuchengtyrannus magnus \| \| \| \| |
|  |                                                                                |
|  | Tarbosaurus bataar                                                             |
|  |                                                                                |
|  | Zhuchengtyrannus magnus                                                        |
|  |                                                                                |

|  | Tarbosaurus bataar      |
|  |                         |
|  | Zhuchengtyrannus magnus |
|  |                         |

|  | Tyrannosaurus rex                                                              |
|  |                                                                                |
|  | \| \| Tarbosaurus bataar \| \| \| \| \| \| Zhuchengtyrannus magnus \| \| \| \| |
|  |                                                                                |
|  | Tarbosaurus bataar                                                             |
|  |                                                                                |
|  | Zhuchengtyrannus magnus                                                        |
|  |                                                                                |

|  | Tarbosaurus bataar      |
|  |                         |
|  | Zhuchengtyrannus magnus |
|  |                         |

|  | Tyrannosaurus rex                                                              |
|  |                                                                                |
|  | \| \| Tarbosaurus bataar \| \| \| \| \| \| Zhuchengtyrannus magnus \| \| \| \| |
|  |                                                                                |
|  | Tarbosaurus bataar                                                             |
|  |                                                                                |
|  | Zhuchengtyrannus magnus                                                        |
|  |                                                                                |

|  | Tarbosaurus bataar      |
|  |                         |
|  | Zhuchengtyrannus magnus |
|  |                         |

|  | Gorgosaurus libratus      |
|  |                           |
|  | Albertosaurus sarcophagus |
|  |                           |

|  | Tyrannosaurus rex                                                              |
|  |                                                                                |
|  | \| \| Tarbosaurus bataar \| \| \| \| \| \| Zhuchengtyrannus magnus \| \| \| \| |
|  |                                                                                |
|  | Tarbosaurus bataar                                                             |
|  |                                                                                |
|  | Zhuchengtyrannus magnus                                                        |
|  |                                                                                |

|  | Tarbosaurus bataar      |
|  |                         |
|  | Zhuchengtyrannus magnus |
|  |                         |

|  | Tyrannosaurus rex                                                              |
|  |                                                                                |
|  | \| \| Tarbosaurus bataar \| \| \| \| \| \| Zhuchengtyrannus magnus \| \| \| \| |
|  |                                                                                |
|  | Tarbosaurus bataar                                                             |
|  |                                                                                |
|  | Zhuchengtyrannus magnus                                                        |
|  |                                                                                |

|  | Tarbosaurus bataar      |
|  |                         |
|  | Zhuchengtyrannus magnus |
|  |                         |

|  | Tyrannosaurus rex                                                              |
|  |                                                                                |
|  | \| \| Tarbosaurus bataar \| \| \| \| \| \| Zhuchengtyrannus magnus \| \| \| \| |
|  |                                                                                |
|  | Tarbosaurus bataar                                                             |
|  |                                                                                |
|  | Zhuchengtyrannus magnus                                                        |
|  |                                                                                |

|  | Tarbosaurus bataar      |
|  |                         |
|  | Zhuchengtyrannus magnus |
|  |                         |

|  | Tyrannosaurus rex                                                              |
|  |                                                                                |
|  | \| \| Tarbosaurus bataar \| \| \| \| \| \| Zhuchengtyrannus magnus \| \| \| \| |
|  |                                                                                |
|  | Tarbosaurus bataar                                                             |
|  |                                                                                |
|  | Zhuchengtyrannus magnus                                                        |
|  |                                                                                |

|  | Tarbosaurus bataar      |
|  |                         |
|  | Zhuchengtyrannus magnus |
|  |                         |

|  | Tyrannosaurus rex                                                              |
|  |                                                                                |
|  | \| \| Tarbosaurus bataar \| \| \| \| \| \| Zhuchengtyrannus magnus \| \| \| \| |
|  |                                                                                |
|  | Tarbosaurus bataar                                                             |
|  |                                                                                |
|  | Zhuchengtyrannus magnus                                                        |
|  |                                                                                |

|  | Tarbosaurus bataar      |
|  |                         |
|  | Zhuchengtyrannus magnus |
|  |                         |

|  | Tyrannosaurus rex                                                              |
|  |                                                                                |
|  | \| \| Tarbosaurus bataar \| \| \| \| \| \| Zhuchengtyrannus magnus \| \| \| \| |
|  |                                                                                |
|  | Tarbosaurus bataar                                                             |
|  |                                                                                |
|  | Zhuchengtyrannus magnus                                                        |
|  |                                                                                |

|  | Tarbosaurus bataar      |
|  |                         |
|  | Zhuchengtyrannus magnus |
|  |                         |

|  | Tyrannosaurus rex                                                              |
|  |                                                                                |
|  | \| \| Tarbosaurus bataar \| \| \| \| \| \| Zhuchengtyrannus magnus \| \| \| \| |
|  |                                                                                |
|  | Tarbosaurus bataar                                                             |
|  |                                                                                |
|  | Zhuchengtyrannus magnus                                                        |
|  |                                                                                |

|  | Tarbosaurus bataar      |
|  |                         |
|  | Zhuchengtyrannus magnus |
|  |                         |

|  | Tyrannosaurus rex                                                              |
|  |                                                                                |
|  | \| \| Tarbosaurus bataar \| \| \| \| \| \| Zhuchengtyrannus magnus \| \| \| \| |
|  |                                                                                |
|  | Tarbosaurus bataar                                                             |
|  |                                                                                |
|  | Zhuchengtyrannus magnus                                                        |
|  |                                                                                |

|  | Tarbosaurus bataar      |
|  |                         |
|  | Zhuchengtyrannus magnus |
|  |                         |

|  | Tyrannosaurus rex                                                              |
|  |                                                                                |
|  | \| \| Tarbosaurus bataar \| \| \| \| \| \| Zhuchengtyrannus magnus \| \| \| \| |
|  |                                                                                |
|  | Tarbosaurus bataar                                                             |
|  |                                                                                |
|  | Zhuchengtyrannus magnus                                                        |
|  |                                                                                |

|  | Tarbosaurus bataar      |
|  |                         |
|  | Zhuchengtyrannus magnus |
|  |                         |

|  | Tyrannosaurus rex                                                              |
|  |                                                                                |
|  | \| \| Tarbosaurus bataar \| \| \| \| \| \| Zhuchengtyrannus magnus \| \| \| \| |
|  |                                                                                |
|  | Tarbosaurus bataar                                                             |
|  |                                                                                |
|  | Zhuchengtyrannus magnus                                                        |
|  |                                                                                |

|  | Tarbosaurus bataar      |
|  |                         |
|  | Zhuchengtyrannus magnus |
|  |                         |

|  | Tyrannosaurus rex                                                              |
|  |                                                                                |
|  | \| \| Tarbosaurus bataar \| \| \| \| \| \| Zhuchengtyrannus magnus \| \| \| \| |
|  |                                                                                |
|  | Tarbosaurus bataar                                                             |
|  |                                                                                |
|  | Zhuchengtyrannus magnus                                                        |
|  |                                                                                |

|  | Tarbosaurus bataar      |
|  |                         |
|  | Zhuchengtyrannus magnus |
|  |                         |

|  | Tyrannosaurus rex                                                              |
|  |                                                                                |
|  | \| \| Tarbosaurus bataar \| \| \| \| \| \| Zhuchengtyrannus magnus \| \| \| \| |
|  |                                                                                |
|  | Tarbosaurus bataar                                                             |
|  |                                                                                |
|  | Zhuchengtyrannus magnus                                                        |
|  |                                                                                |

|  | Tarbosaurus bataar      |
|  |                         |
|  | Zhuchengtyrannus magnus |
|  |                         |

|  | Tyrannosaurus rex                                                              |
|  |                                                                                |
|  | \| \| Tarbosaurus bataar \| \| \| \| \| \| Zhuchengtyrannus magnus \| \| \| \| |
|  |                                                                                |
|  | Tarbosaurus bataar                                                             |
|  |                                                                                |
|  | Zhuchengtyrannus magnus                                                        |
|  |                                                                                |

|  | Tarbosaurus bataar      |
|  |                         |
|  | Zhuchengtyrannus magnus |
|  |                         |

|  | Tyrannosaurus rex                                                              |
|  |                                                                                |
|  | \| \| Tarbosaurus bataar \| \| \| \| \| \| Zhuchengtyrannus magnus \| \| \| \| |
|  |                                                                                |
|  | Tarbosaurus bataar                                                             |
|  |                                                                                |
|  | Zhuchengtyrannus magnus                                                        |
|  |                                                                                |

|  | Tarbosaurus bataar      |
|  |                         |
|  | Zhuchengtyrannus magnus |
|  |                         |

|  | Tyrannosaurus rex                                                              |
|  |                                                                                |
|  | \| \| Tarbosaurus bataar \| \| \| \| \| \| Zhuchengtyrannus magnus \| \| \| \| |
|  |                                                                                |
|  | Tarbosaurus bataar                                                             |
|  |                                                                                |
|  | Zhuchengtyrannus magnus                                                        |
|  |                                                                                |

|  | Tarbosaurus bataar      |
|  |                         |
|  | Zhuchengtyrannus magnus |
|  |                         |

|  | Tyrannosaurus rex                                                              |
|  |                                                                                |
|  | \| \| Tarbosaurus bataar \| \| \| \| \| \| Zhuchengtyrannus magnus \| \| \| \| |
|  |                                                                                |
|  | Tarbosaurus bataar                                                             |
|  |                                                                                |
|  | Zhuchengtyrannus magnus                                                        |
|  |                                                                                |

|  | Tarbosaurus bataar      |
|  |                         |
|  | Zhuchengtyrannus magnus |
|  |                         |

|  | Tyrannosaurus rex                                                              |
|  |                                                                                |
|  | \| \| Tarbosaurus bataar \| \| \| \| \| \| Zhuchengtyrannus magnus \| \| \| \| |
|  |                                                                                |
|  | Tarbosaurus bataar                                                             |
|  |                                                                                |
|  | Zhuchengtyrannus magnus                                                        |
|  |                                                                                |

|  | Tarbosaurus bataar      |
|  |                         |
|  | Zhuchengtyrannus magnus |
|  |                         |

|  | Tyrannosaurus rex                                                              |
|  |                                                                                |
|  | \| \| Tarbosaurus bataar \| \| \| \| \| \| Zhuchengtyrannus magnus \| \| \| \| |
|  |                                                                                |
|  | Tarbosaurus bataar                                                             |
|  |                                                                                |
|  | Zhuchengtyrannus magnus                                                        |
|  |                                                                                |

|  | Tarbosaurus bataar      |
|  |                         |
|  | Zhuchengtyrannus magnus |
|  |                         |

|  | Tyrannosaurus rex                                                              |
|  |                                                                                |
|  | \| \| Tarbosaurus bataar \| \| \| \| \| \| Zhuchengtyrannus magnus \| \| \| \| |
|  |                                                                                |
|  | Tarbosaurus bataar                                                             |
|  |                                                                                |
|  | Zhuchengtyrannus magnus                                                        |
|  |                                                                                |

|  | Tarbosaurus bataar      |
|  |                         |
|  | Zhuchengtyrannus magnus |
|  |                         |

|  | Tyrannosaurus rex                                                              |
|  |                                                                                |
|  | \| \| Tarbosaurus bataar \| \| \| \| \| \| Zhuchengtyrannus magnus \| \| \| \| |
|  |                                                                                |
|  | Tarbosaurus bataar                                                             |
|  |                                                                                |
|  | Zhuchengtyrannus magnus                                                        |
|  |                                                                                |

|  | Tarbosaurus bataar      |
|  |                         |
|  | Zhuchengtyrannus magnus |
|  |                         |

|  | Tyrannosaurus rex                                                              |
|  |                                                                                |
|  | \| \| Tarbosaurus bataar \| \| \| \| \| \| Zhuchengtyrannus magnus \| \| \| \| |
|  |                                                                                |
|  | Tarbosaurus bataar                                                             |
|  |                                                                                |
|  | Zhuchengtyrannus magnus                                                        |
|  |                                                                                |

|  | Tarbosaurus bataar      |
|  |                         |
|  | Zhuchengtyrannus magnus |
|  |                         |

|  | Tyrannosaurus rex                                                              |
|  |                                                                                |
|  | \| \| Tarbosaurus bataar \| \| \| \| \| \| Zhuchengtyrannus magnus \| \| \| \| |
|  |                                                                                |
|  | Tarbosaurus bataar                                                             |
|  |                                                                                |
|  | Zhuchengtyrannus magnus                                                        |
|  |                                                                                |

|  | Tarbosaurus bataar      |
|  |                         |
|  | Zhuchengtyrannus magnus |
|  |                         |

|  | Tyrannosaurus rex                                                              |
|  |                                                                                |
|  | \| \| Tarbosaurus bataar \| \| \| \| \| \| Zhuchengtyrannus magnus \| \| \| \| |
|  |                                                                                |
|  | Tarbosaurus bataar                                                             |
|  |                                                                                |
|  | Zhuchengtyrannus magnus                                                        |
|  |                                                                                |

|  | Tarbosaurus bataar      |
|  |                         |
|  | Zhuchengtyrannus magnus |
|  |                         |

|  | Tyrannosaurus rex                                                              |
|  |                                                                                |
|  | \| \| Tarbosaurus bataar \| \| \| \| \| \| Zhuchengtyrannus magnus \| \| \| \| |
|  |                                                                                |
|  | Tarbosaurus bataar                                                             |
|  |                                                                                |
|  | Zhuchengtyrannus magnus                                                        |
|  |                                                                                |

|  | Tarbosaurus bataar      |
|  |                         |
|  | Zhuchengtyrannus magnus |
|  |                         |

|  | Tyrannosaurus rex                                                              |
|  |                                                                                |
|  | \| \| Tarbosaurus bataar \| \| \| \| \| \| Zhuchengtyrannus magnus \| \| \| \| |
|  |                                                                                |
|  | Tarbosaurus bataar                                                             |
|  |                                                                                |
|  | Zhuchengtyrannus magnus                                                        |
|  |                                                                                |

|  | Tarbosaurus bataar      |
|  |                         |
|  | Zhuchengtyrannus magnus |
|  |                         |

|  | Tyrannosaurus rex                                                              |
|  |                                                                                |
|  | \| \| Tarbosaurus bataar \| \| \| \| \| \| Zhuchengtyrannus magnus \| \| \| \| |
|  |                                                                                |
|  | Tarbosaurus bataar                                                             |
|  |                                                                                |
|  | Zhuchengtyrannus magnus                                                        |
|  |                                                                                |

|  | Tarbosaurus bataar      |
|  |                         |
|  | Zhuchengtyrannus magnus |
|  |                         |

|  | Tyrannosaurus rex                                                              |
|  |                                                                                |
|  | \| \| Tarbosaurus bataar \| \| \| \| \| \| Zhuchengtyrannus magnus \| \| \| \| |
|  |                                                                                |
|  | Tarbosaurus bataar                                                             |
|  |                                                                                |
|  | Zhuchengtyrannus magnus                                                        |
|  |                                                                                |

|  | Tarbosaurus bataar      |
|  |                         |
|  | Zhuchengtyrannus magnus |
|  |                         |

|  | Tyrannosaurus rex                                                              |
|  |                                                                                |
|  | \| \| Tarbosaurus bataar \| \| \| \| \| \| Zhuchengtyrannus magnus \| \| \| \| |
|  |                                                                                |
|  | Tarbosaurus bataar                                                             |
|  |                                                                                |
|  | Zhuchengtyrannus magnus                                                        |
|  |                                                                                |

|  | Tarbosaurus bataar      |
|  |                         |
|  | Zhuchengtyrannus magnus |
|  |                         |

|  | Tyrannosaurus rex                                                              |
|  |                                                                                |
|  | \| \| Tarbosaurus bataar \| \| \| \| \| \| Zhuchengtyrannus magnus \| \| \| \| |
|  |                                                                                |
|  | Tarbosaurus bataar                                                             |
|  |                                                                                |
|  | Zhuchengtyrannus magnus                                                        |
|  |                                                                                |

|  | Tarbosaurus bataar      |
|  |                         |
|  | Zhuchengtyrannus magnus |
|  |                         |

|  | Tyrannosaurus rex                                                              |
|  |                                                                                |
|  | \| \| Tarbosaurus bataar \| \| \| \| \| \| Zhuchengtyrannus magnus \| \| \| \| |
|  |                                                                                |
|  | Tarbosaurus bataar                                                             |
|  |                                                                                |
|  | Zhuchengtyrannus magnus                                                        |
|  |                                                                                |

|  | Tarbosaurus bataar      |
|  |                         |
|  | Zhuchengtyrannus magnus |
|  |                         |

|  | Tyrannosaurus rex                                                              |
|  |                                                                                |
|  | \| \| Tarbosaurus bataar \| \| \| \| \| \| Zhuchengtyrannus magnus \| \| \| \| |
|  |                                                                                |
|  | Tarbosaurus bataar                                                             |
|  |                                                                                |
|  | Zhuchengtyrannus magnus                                                        |
|  |                                                                                |

|  | Tarbosaurus bataar      |
|  |                         |
|  | Zhuchengtyrannus magnus |
|  |                         |

|  | Tyrannosaurus rex                                                              |
|  |                                                                                |
|  | \| \| Tarbosaurus bataar \| \| \| \| \| \| Zhuchengtyrannus magnus \| \| \| \| |
|  |                                                                                |
|  | Tarbosaurus bataar                                                             |
|  |                                                                                |
|  | Zhuchengtyrannus magnus                                                        |
|  |                                                                                |

|  | Tarbosaurus bataar      |
|  |                         |
|  | Zhuchengtyrannus magnus |
|  |                         |

|  | Tyrannosaurus rex                                                              |
|  |                                                                                |
|  | \| \| Tarbosaurus bataar \| \| \| \| \| \| Zhuchengtyrannus magnus \| \| \| \| |
|  |                                                                                |
|  | Tarbosaurus bataar                                                             |
|  |                                                                                |
|  | Zhuchengtyrannus magnus                                                        |
|  |                                                                                |

|  | Tarbosaurus bataar      |
|  |                         |
|  | Zhuchengtyrannus magnus |
|  |                         |

|  | Tyrannosaurus rex                                                              |
|  |                                                                                |
|  | \| \| Tarbosaurus bataar \| \| \| \| \| \| Zhuchengtyrannus magnus \| \| \| \| |
|  |                                                                                |
|  | Tarbosaurus bataar                                                             |
|  |                                                                                |
|  | Zhuchengtyrannus magnus                                                        |
|  |                                                                                |

|  | Tarbosaurus bataar      |
|  |                         |
|  | Zhuchengtyrannus magnus |
|  |                         |

|  | Tyrannosaurus rex                                                              |
|  |                                                                                |
|  | \| \| Tarbosaurus bataar \| \| \| \| \| \| Zhuchengtyrannus magnus \| \| \| \| |
|  |                                                                                |
|  | Tarbosaurus bataar                                                             |
|  |                                                                                |
|  | Zhuchengtyrannus magnus                                                        |
|  |                                                                                |

|  | Tarbosaurus bataar      |
|  |                         |
|  | Zhuchengtyrannus magnus |
|  |                         |

|  | Tyrannosaurus rex                                                              |
|  |                                                                                |
|  | \| \| Tarbosaurus bataar \| \| \| \| \| \| Zhuchengtyrannus magnus \| \| \| \| |
|  |                                                                                |
|  | Tarbosaurus bataar                                                             |
|  |                                                                                |
|  | Zhuchengtyrannus magnus                                                        |
|  |                                                                                |

|  | Tarbosaurus bataar      |
|  |                         |
|  | Zhuchengtyrannus magnus |
|  |                         |

|  | Tyrannosaurus rex                                                              |
|  |                                                                                |
|  | \| \| Tarbosaurus bataar \| \| \| \| \| \| Zhuchengtyrannus magnus \| \| \| \| |
|  |                                                                                |
|  | Tarbosaurus bataar                                                             |
|  |                                                                                |
|  | Zhuchengtyrannus magnus                                                        |
|  |                                                                                |

|  | Tarbosaurus bataar      |
|  |                         |
|  | Zhuchengtyrannus magnus |
|  |                         |

|  | Tyrannosaurus rex                                                              |
|  |                                                                                |
|  | \| \| Tarbosaurus bataar \| \| \| \| \| \| Zhuchengtyrannus magnus \| \| \| \| |
|  |                                                                                |
|  | Tarbosaurus bataar                                                             |
|  |                                                                                |
|  | Zhuchengtyrannus magnus                                                        |
|  |                                                                                |

|  | Tarbosaurus bataar      |
|  |                         |
|  | Zhuchengtyrannus magnus |
|  |                         |

|  | Tyrannosaurus rex                                                              |
|  |                                                                                |
|  | \| \| Tarbosaurus bataar \| \| \| \| \| \| Zhuchengtyrannus magnus \| \| \| \| |
|  |                                                                                |
|  | Tarbosaurus bataar                                                             |
|  |                                                                                |
|  | Zhuchengtyrannus magnus                                                        |
|  |                                                                                |

|  | Tarbosaurus bataar      |
|  |                         |
|  | Zhuchengtyrannus magnus |
|  |                         |

|  | Tyrannosaurus rex                                                              |
|  |                                                                                |
|  | \| \| Tarbosaurus bataar \| \| \| \| \| \| Zhuchengtyrannus magnus \| \| \| \| |
|  |                                                                                |
|  | Tarbosaurus bataar                                                             |
|  |                                                                                |
|  | Zhuchengtyrannus magnus                                                        |
|  |                                                                                |

|  | Tarbosaurus bataar      |
|  |                         |
|  | Zhuchengtyrannus magnus |
|  |                         |

|  | Tyrannosaurus rex                                                              |
|  |                                                                                |
|  | \| \| Tarbosaurus bataar \| \| \| \| \| \| Zhuchengtyrannus magnus \| \| \| \| |
|  |                                                                                |
|  | Tarbosaurus bataar                                                             |
|  |                                                                                |
|  | Zhuchengtyrannus magnus                                                        |
|  |                                                                                |

|  | Tarbosaurus bataar      |
|  |                         |
|  | Zhuchengtyrannus magnus |
|  |                         |

|  | Tyrannosaurus rex                                                              |
|  |                                                                                |
|  | \| \| Tarbosaurus bataar \| \| \| \| \| \| Zhuchengtyrannus magnus \| \| \| \| |
|  |                                                                                |
|  | Tarbosaurus bataar                                                             |
|  |                                                                                |
|  | Zhuchengtyrannus magnus                                                        |
|  |                                                                                |

|  | Tarbosaurus bataar      |
|  |                         |
|  | Zhuchengtyrannus magnus |
|  |                         |

|  | Tyrannosaurus rex                                                              |
|  |                                                                                |
|  | \| \| Tarbosaurus bataar \| \| \| \| \| \| Zhuchengtyrannus magnus \| \| \| \| |
|  |                                                                                |
|  | Tarbosaurus bataar                                                             |
|  |                                                                                |
|  | Zhuchengtyrannus magnus                                                        |
|  |                                                                                |

|  | Tarbosaurus bataar      |
|  |                         |
|  | Zhuchengtyrannus magnus |
|  |                         |

|  | Tyrannosaurus rex                                                              |
|  |                                                                                |
|  | \| \| Tarbosaurus bataar \| \| \| \| \| \| Zhuchengtyrannus magnus \| \| \| \| |
|  |                                                                                |
|  | Tarbosaurus bataar                                                             |
|  |                                                                                |
|  | Zhuchengtyrannus magnus                                                        |
|  |                                                                                |

|  | Tarbosaurus bataar      |
|  |                         |
|  | Zhuchengtyrannus magnus |
|  |                         |

|  | Tyrannosaurus rex                                                              |
|  |                                                                                |
|  | \| \| Tarbosaurus bataar \| \| \| \| \| \| Zhuchengtyrannus magnus \| \| \| \| |
|  |                                                                                |
|  | Tarbosaurus bataar                                                             |
|  |                                                                                |
|  | Zhuchengtyrannus magnus                                                        |
|  |                                                                                |

|  | Tarbosaurus bataar      |
|  |                         |
|  | Zhuchengtyrannus magnus |
|  |                         |

|  | Tyrannosaurus rex                                                              |
|  |                                                                                |
|  | \| \| Tarbosaurus bataar \| \| \| \| \| \| Zhuchengtyrannus magnus \| \| \| \| |
|  |                                                                                |
|  | Tarbosaurus bataar                                                             |
|  |                                                                                |
|  | Zhuchengtyrannus magnus                                                        |
|  |                                                                                |

|  | Tarbosaurus bataar      |
|  |                         |
|  | Zhuchengtyrannus magnus |
|  |                         |

|  | Tyrannosaurus rex                                                              |
|  |                                                                                |
|  | \| \| Tarbosaurus bataar \| \| \| \| \| \| Zhuchengtyrannus magnus \| \| \| \| |
|  |                                                                                |
|  | Tarbosaurus bataar                                                             |
|  |                                                                                |
|  | Zhuchengtyrannus magnus                                                        |
|  |                                                                                |

|  | Tarbosaurus bataar      |
|  |                         |
|  | Zhuchengtyrannus magnus |
|  |                         |

|  | Tyrannosaurus rex                                                              |
|  |                                                                                |
|  | \| \| Tarbosaurus bataar \| \| \| \| \| \| Zhuchengtyrannus magnus \| \| \| \| |
|  |                                                                                |
|  | Tarbosaurus bataar                                                             |
|  |                                                                                |
|  | Zhuchengtyrannus magnus                                                        |
|  |                                                                                |

|  | Tarbosaurus bataar      |
|  |                         |
|  | Zhuchengtyrannus magnus |
|  |                         |

|  | Tyrannosaurus rex                                                              |
|  |                                                                                |
|  | \| \| Tarbosaurus bataar \| \| \| \| \| \| Zhuchengtyrannus magnus \| \| \| \| |
|  |                                                                                |
|  | Tarbosaurus bataar                                                             |
|  |                                                                                |
|  | Zhuchengtyrannus magnus                                                        |
|  |                                                                                |

|  | Tarbosaurus bataar      |
|  |                         |
|  | Zhuchengtyrannus magnus |
|  |                         |

|  | Tyrannosaurus rex                                                              |
|  |                                                                                |
|  | \| \| Tarbosaurus bataar \| \| \| \| \| \| Zhuchengtyrannus magnus \| \| \| \| |
|  |                                                                                |
|  | Tarbosaurus bataar                                                             |
|  |                                                                                |
|  | Zhuchengtyrannus magnus                                                        |
|  |                                                                                |

|  | Tarbosaurus bataar      |
|  |                         |
|  | Zhuchengtyrannus magnus |
|  |                         |

|  | Tyrannosaurus rex                                                              |
|  |                                                                                |
|  | \| \| Tarbosaurus bataar \| \| \| \| \| \| Zhuchengtyrannus magnus \| \| \| \| |
|  |                                                                                |
|  | Tarbosaurus bataar                                                             |
|  |                                                                                |
|  | Zhuchengtyrannus magnus                                                        |
|  |                                                                                |

|  | Tarbosaurus bataar      |
|  |                         |
|  | Zhuchengtyrannus magnus |
|  |                         |

|  | Tyrannosaurus rex                                                              |
|  |                                                                                |
|  | \| \| Tarbosaurus bataar \| \| \| \| \| \| Zhuchengtyrannus magnus \| \| \| \| |
|  |                                                                                |
|  | Tarbosaurus bataar                                                             |
|  |                                                                                |
|  | Zhuchengtyrannus magnus                                                        |
|  |                                                                                |

|  | Tarbosaurus bataar      |
|  |                         |
|  | Zhuchengtyrannus magnus |
|  |                         |

|  | Tyrannosaurus rex                                                              |
|  |                                                                                |
|  | \| \| Tarbosaurus bataar \| \| \| \| \| \| Zhuchengtyrannus magnus \| \| \| \| |
|  |                                                                                |
|  | Tarbosaurus bataar                                                             |
|  |                                                                                |
|  | Zhuchengtyrannus magnus                                                        |
|  |                                                                                |

|  | Tarbosaurus bataar      |
|  |                         |
|  | Zhuchengtyrannus magnus |
|  |                         |

|  | Tyrannosaurus rex                                                              |
|  |                                                                                |
|  | \| \| Tarbosaurus bataar \| \| \| \| \| \| Zhuchengtyrannus magnus \| \| \| \| |
|  |                                                                                |
|  | Tarbosaurus bataar                                                             |
|  |                                                                                |
|  | Zhuchengtyrannus magnus                                                        |
|  |                                                                                |

|  | Tarbosaurus bataar      |
|  |                         |
|  | Zhuchengtyrannus magnus |
|  |                         |

|  | Tyrannosaurus rex                                                              |
|  |                                                                                |
|  | \| \| Tarbosaurus bataar \| \| \| \| \| \| Zhuchengtyrannus magnus \| \| \| \| |
|  |                                                                                |
|  | Tarbosaurus bataar                                                             |
|  |                                                                                |
|  | Zhuchengtyrannus magnus                                                        |
|  |                                                                                |

|  | Tarbosaurus bataar      |
|  |                         |
|  | Zhuchengtyrannus magnus |
|  |                         |

|  | Tyrannosaurus rex                                                              |
|  |                                                                                |
|  | \| \| Tarbosaurus bataar \| \| \| \| \| \| Zhuchengtyrannus magnus \| \| \| \| |
|  |                                                                                |
|  | Tarbosaurus bataar                                                             |
|  |                                                                                |
|  | Zhuchengtyrannus magnus                                                        |
|  |                                                                                |

|  | Tarbosaurus bataar      |
|  |                         |
|  | Zhuchengtyrannus magnus |
|  |                         |

|  | Tyrannosaurus rex                                                              |
|  |                                                                                |
|  | \| \| Tarbosaurus bataar \| \| \| \| \| \| Zhuchengtyrannus magnus \| \| \| \| |
|  |                                                                                |
|  | Tarbosaurus bataar                                                             |
|  |                                                                                |
|  | Zhuchengtyrannus magnus                                                        |
|  |                                                                                |

|  | Tarbosaurus bataar      |
|  |                         |
|  | Zhuchengtyrannus magnus |
|  |                         |

|  | Tyrannosaurus rex                                                              |
|  |                                                                                |
|  | \| \| Tarbosaurus bataar \| \| \| \| \| \| Zhuchengtyrannus magnus \| \| \| \| |
|  |                                                                                |
|  | Tarbosaurus bataar                                                             |
|  |                                                                                |
|  | Zhuchengtyrannus magnus                                                        |
|  |                                                                                |

|  | Tarbosaurus bataar      |
|  |                         |
|  | Zhuchengtyrannus magnus |
|  |                         |

|  | Tyrannosaurus rex                                                              |
|  |                                                                                |
|  | \| \| Tarbosaurus bataar \| \| \| \| \| \| Zhuchengtyrannus magnus \| \| \| \| |
|  |                                                                                |
|  | Tarbosaurus bataar                                                             |
|  |                                                                                |
|  | Zhuchengtyrannus magnus                                                        |
|  |                                                                                |

|  | Tarbosaurus bataar      |
|  |                         |
|  | Zhuchengtyrannus magnus |
|  |                         |

|  | Tyrannosaurus rex                                                              |
|  |                                                                                |
|  | \| \| Tarbosaurus bataar \| \| \| \| \| \| Zhuchengtyrannus magnus \| \| \| \| |
|  |                                                                                |
|  | Tarbosaurus bataar                                                             |
|  |                                                                                |
|  | Zhuchengtyrannus magnus                                                        |
|  |                                                                                |

|  | Tarbosaurus bataar      |
|  |                         |
|  | Zhuchengtyrannus magnus |
|  |                         |

|  | Tyrannosaurus rex                                                              |
|  |                                                                                |
|  | \| \| Tarbosaurus bataar \| \| \| \| \| \| Zhuchengtyrannus magnus \| \| \| \| |
|  |                                                                                |
|  | Tarbosaurus bataar                                                             |
|  |                                                                                |
|  | Zhuchengtyrannus magnus                                                        |
|  |                                                                                |

|  | Tarbosaurus bataar      |
|  |                         |
|  | Zhuchengtyrannus magnus |
|  |                         |

|  | Tyrannosaurus rex                                                              |
|  |                                                                                |
|  | \| \| Tarbosaurus bataar \| \| \| \| \| \| Zhuchengtyrannus magnus \| \| \| \| |
|  |                                                                                |
|  | Tarbosaurus bataar                                                             |
|  |                                                                                |
|  | Zhuchengtyrannus magnus                                                        |
|  |                                                                                |

|  | Tarbosaurus bataar      |
|  |                         |
|  | Zhuchengtyrannus magnus |
|  |                         |

|  | Tyrannosaurus rex                                                              |
|  |                                                                                |
|  | \| \| Tarbosaurus bataar \| \| \| \| \| \| Zhuchengtyrannus magnus \| \| \| \| |
|  |                                                                                |
|  | Tarbosaurus bataar                                                             |
|  |                                                                                |
|  | Zhuchengtyrannus magnus                                                        |
|  |                                                                                |

|  | Tarbosaurus bataar      |
|  |                         |
|  | Zhuchengtyrannus magnus |
|  |                         |

|  | Tyrannosaurus rex                                                              |
|  |                                                                                |
|  | \| \| Tarbosaurus bataar \| \| \| \| \| \| Zhuchengtyrannus magnus \| \| \| \| |
|  |                                                                                |
|  | Tarbosaurus bataar                                                             |
|  |                                                                                |
|  | Zhuchengtyrannus magnus                                                        |
|  |                                                                                |

|  | Tarbosaurus bataar      |
|  |                         |
|  | Zhuchengtyrannus magnus |
|  |                         |

## Paleobiología
El principal debate en la paleobiología de Gorgosaurus estriba en describirlo como carroñero o como cazador, basándose en comparaciones anatómicas entre este y otras especies de tiranosáuridos con las que coexistió y estableciendo parámetros respecto a los nichos ecológicos que ocupaban y las delimitaciones geográficas de este tipo de especies.

### Biología del desarrollo
Gregory Erickson y su equipo han estudiado la historia del crecimiento y de vida de tiranosáuridos usando la histología de los huesos fosilizados, a partir de la cual se puede determinar la edad que tenía un espécimen cuando murió. Se puede dibujar una curva de crecimiento cuando las edades de varios individuos se trazan en relación con sus tamaños en un gráfico. 

Gráfico que muestra las hipotéticas curvas de crecimiento (masa corporal frente a edad) de cuatro tiranosáuridos. La curva de Gorgosaurus se muestra en azul. De acuerdo con Erickson et al., 2004.

Los tiranosáuridos crecían a lo largo de toda su vida, pero experimentaban grandes fases de crecimiento aproximadamente a los cuatro años, después de una extensa fase juvenil. Es posible que la madurez sexual fuera la causa que provocaba la finalización de esta etapa de crecimiento rápido, pues después de la misma el desarrollo se ralentizaba considerablemente en animales adultos. Con el examen de cinco Gorgosaurus de varios tamaños, Erickson calculó un índice de crecimiento máximo de alrededor de 50 kilogramos por año durante la fase de crecimiento rápido, más lenta que en otros tiranosaurinos como Daspletosaurus y Tyrannosaurus, pero similar a la de Albertosaurus.
Parece claro que Gorgosaurus pasaba casi la mitad de su vida en la fase juvenil antes de aumentar hasta un tamaño cercano al máximo en pocos años. Esto, junto con la carencia completa de depredadores de tamaño intermedio entre los grandes tiranosáuridos adultos y otros pequeños terópodos, sugiere que el nicho ecológico estaba ocupado básicamente por tiranosáuridos jóvenes. Este patrón se repite en el dragón de Komodo moderno, donde los jóvenes son insectívoros trepadores y maduran lentamente hasta un superpredador capaz de derribar grandes vertebrados. Otros tiranosáuridos, incluyendo a Albertosaurus, se han encontrado en grupos, por lo que algunos paleontólogos han sugerido que vivían en manadas con grupos de edades mezclados y que cazaban juntos, pero no hay ninguna evidencia del comportamiento gregario en Gorgosaurus.

### Paleopatología

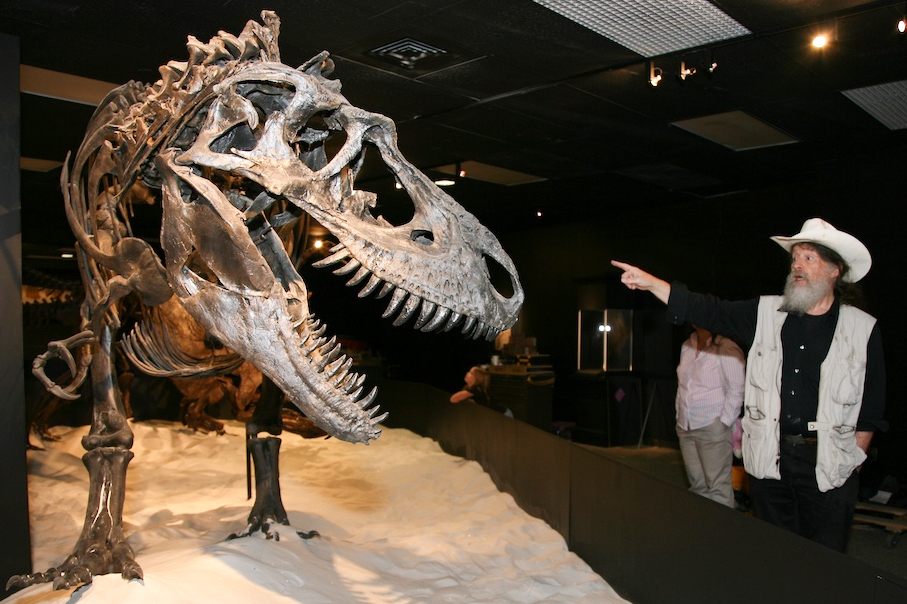
El paleontólogo Robert T. Bakker junto al esqueleto fósil de un ejemplar de Gorgosaurus libratus con numerosas heridas en los huesos, expuesto en «Dinosaur Mummy: CSI», Museo de Ciencias Naturales de Houston.

Se han documentado varias patologías en el Gorgosaurus libratus holotipo, clasificado con la nomenclatura NMC 2120, como una fractura de la tercera costilla dorsal derecha, así como fracturas curadas en la XIII y XIV gastralias y el peroné izquierdo. Su cuarto metatarso izquierdo presenta dos exotosis rugosas en el medio y en el extremo. La tercera falange del tercer dedo del pie derecho está deformada, así como la garra de ese dígito, que ha sido descrita como «muy pequeña y amorfa». Las fracturas coinciden en el tiempo y probablemente se produjeron en un único encuentro con otro dinosaurio.
Otro espécimen, catalogado como TMP94.12.602, muestra varias patologías, como una fractura longitudinal en el centro de eje del peroné derecho. Varias costillas tienen fracturas cicatrizadas y el gastralia muestra síntomas de pseudoartrosis. También se han encontrado lesiones de un mordisco recibido en la cara, ya curadas cuando el animal murió.
TMP91.36.500 es otro Gorgosaurus con heridas por mordedura en el rostro, una fractura completamente curada en el peroné derecho y otra en la mandíbula, además de lo que los autores han descrito como «una hiperostosis similar a un hongo en una falange de la pata derecha». Ralph Molnar ha especulado que podría ser el mismo tipo de patología que aflige a un ornitomímido no identificado descubierto con un crecimiento similar en forma de hongo en un hueso del dedo del pie.
Otro espécimen tiene una fractura mal curada en el peroné derecho, que dejó un gran callo sobre el hueso. En 2001 un estudio realizado por Bruce Rothschild y otros paleontólogos analizó 54 huesos de los pies de ejemplares fósiles de Gorgosaurus para detectar signos de fractura, que finalmente no se encontraron.

## Paleoecología
Todos los especímenes conocidos de Gorgosaurus libratus han sido hallados en la Formación Dinosaur Park en Alberta, Canadá. Esta formación está datada hacia mediados del Campaniense, entre hace 76,5 y 74,8 millones de años. En aquel tiempo, el área era una llanura costera a lo largo del borde occidental del mar interior occidental, que dividía a Norteamérica por la mitad. La orogenia Laramide ya había comenzado a levantar las Montañas Rocosas en el oeste, de las que fluyeron los grandes ríos que depositaron el sedimento en una gran llanura de inundación a lo largo de la costa. El clima era subtropical, con una marcada estacionalidad, además de sequías periódicas, lo que daba lugar en ocasiones a una mortandad masiva entre las grandes manadas de dinosaurios, como queda demostrado por las abundantes camas de huesos. Las coníferas formaron un dosel vegetal, mientras que el sotobosque estaba formado por helechos, helechos arborescentes y angiospermas. Hace alrededor de 73 millones de años, la vía marítima comenzó a expandirse, provocando una ingresión marina en áreas antes sobre nivel del mar y ahogando a los dinosaurios del ecosistema. Esta ingresión marina, llamada Mar Bearpaw, está registrado por los sedimentos marinos de la gran Formación Bearpaw.

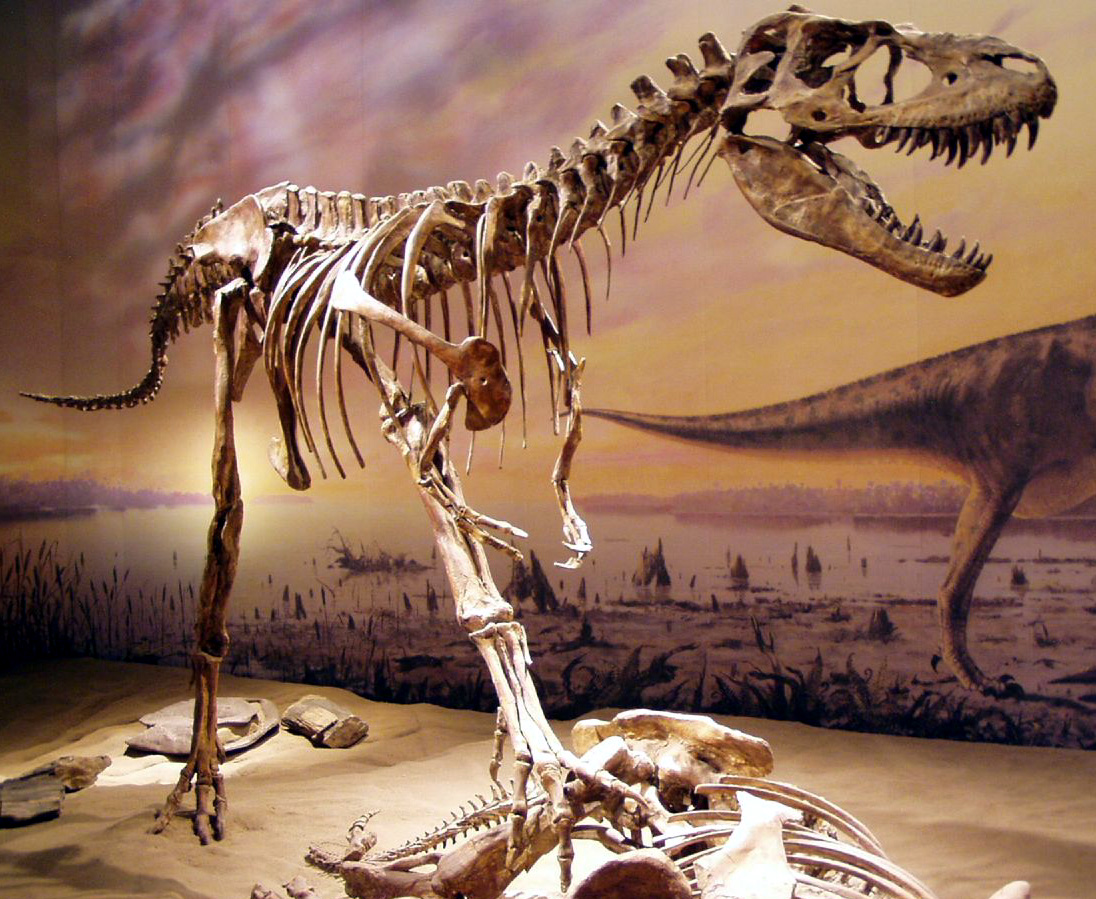
Montaje de un Gorgosaurus comiendo a un ornitópodo, en el Royal Tyrrell Museum.

La Formación Dinosaur Park preserva una gran abundancia de fósiles de vertebrados. Una gran variedad de peces habitó los ríos y estuarios de la zona, incluyendo lepisosteus, esturiones, tiburones y rayas, entre otros. Ranas, salamandras, tortugas, cocodrilos y coristoderes también moraron en los hábitats acuáticos. Pterosaurios azhdárquidos y aves neornites como Apatornis volaban sobre el territorio, con aves enantiorniteos como Avisaurus vivieron en el suelo junto a mamíferos multituberculados, marsupiales y placentarios. Un número de especies de lagartos terrestres que actualmente también están presentes, incluyendo teíidos, escíncidos, varanos y ánguidos, compartieron hábitat. Los fósiles de dinosaurios se encuentran con una abundancia y diversidad incomparables. Manadas enormes de ceratópsidos vagaban en la llanura con grupos igualmente grandes de hadrosáuridos, como Lambeosaurus y Hadrosaurus. Otros grupos de herbívoros, como ornitomímidos, tericinosáuridos, paquicefalosáuridos, pequeños ornitópodos, nodosáuridos y anquilosáuridos también estaban presentes. Los pequeños dinosaurios rapaces como oviraptóridos, troodóntidos y dromeosáuridos cazaban presas pequeñas, mientras los enormes tiranosáuridos, Daspletosaurus y Gorgosaurus, ocupaban la cúspide de la pirámide alimenticia. Entre estos nichos de depredadores se encontraban los tiranosáuridos juveniles, como se ha reseñado. Se ha encontrado una mandíbula de Saurornitholestes con marcas de dientes de un tiranosáurido joven, posiblemente un Gorgosaurus.

### Coexistencia conDaspletosaurus
En la Formación Dinosaur Park se han encontrado fósiles coetáneos de Gorgosaurus y de Daspletosaurus, un tiranosáurido poco frecuente, que demuestran que vivieron juntos. Este es uno de los pocos ejemplos de coexistencia de dos géneros de tiranosáuridos. Los depredadores de tamaño similar entre los animales modernos se encuentran separados en diversos nichos ecológicos por diferencias anatómicas, de comportamiento o geográficas que limitan la competencia por los mismos alimentos. Sin embargo, no se pueden diferenciar los nichos entre los tiranosáuridos de este yacimiento. En 1970, Dale Russell propuso que Gorgosaurus, más abundantes, cazaban activamente a los más ligeros hadrosáuridos, mientras que los ceratopsianos y anquilosaurianos, más raros y fuertemente armados, eran presa habitual del más pesado Daspletosaurus. Sin embargo, un espécimen de Daspletosaurus (OTM 200) de la contemporánea Formación Dos Medicinas de Montana preserva restos de un hadrosáurido joven parcialmente digerido en la zona abdominal del depredador, mientras que en otro yacimiento se han encontrado restos de tres Daspletosaurus junto a los fósiles de al menos cinco hadrosaurios.
A diferencia de algunos otros grupos de dinosaurios, ninguno de los dos géneros era más común en terrenos más o menos elevados que el otro. Sin embargo, Gorgosaurus parece más común en formaciones norteñas, como la de Dinosaur Park, mientras que Daspletosaurus es más abundante al sur de esos yacimientos. El mismo patrón se observa en otros grupos de dinosaurios. Los ceratópsidos chasmosaurinos y los hadrosáuridos hadrosaurinos son también más comunes en la Formación Dos Medicinas y en el sudoeste de Norteamérica durante el Campaniense, mientras que los centrosaurinos y los lambeosaurinos dominan en latitudes norteñas. Holtz ha sugerido que este patrón indica preferencias ecológicas compartidas entre los tiranosaurinos, los chasmosaurinos y los hadrosaurinos. A finales de la época posterior, el Maastrichtiense, los tiranosaurinos como Tyrannosaurus rex, los hadrosaurinos como Edmontosaurus y los chasmosaurinos como Triceratops eran comunes en Norteamérica occidental, mientras que los albertosaurinos y los centrosaurinos estaban ya extintos, y los lambeosaurinos eran poco habituales.

## En la cultura popular

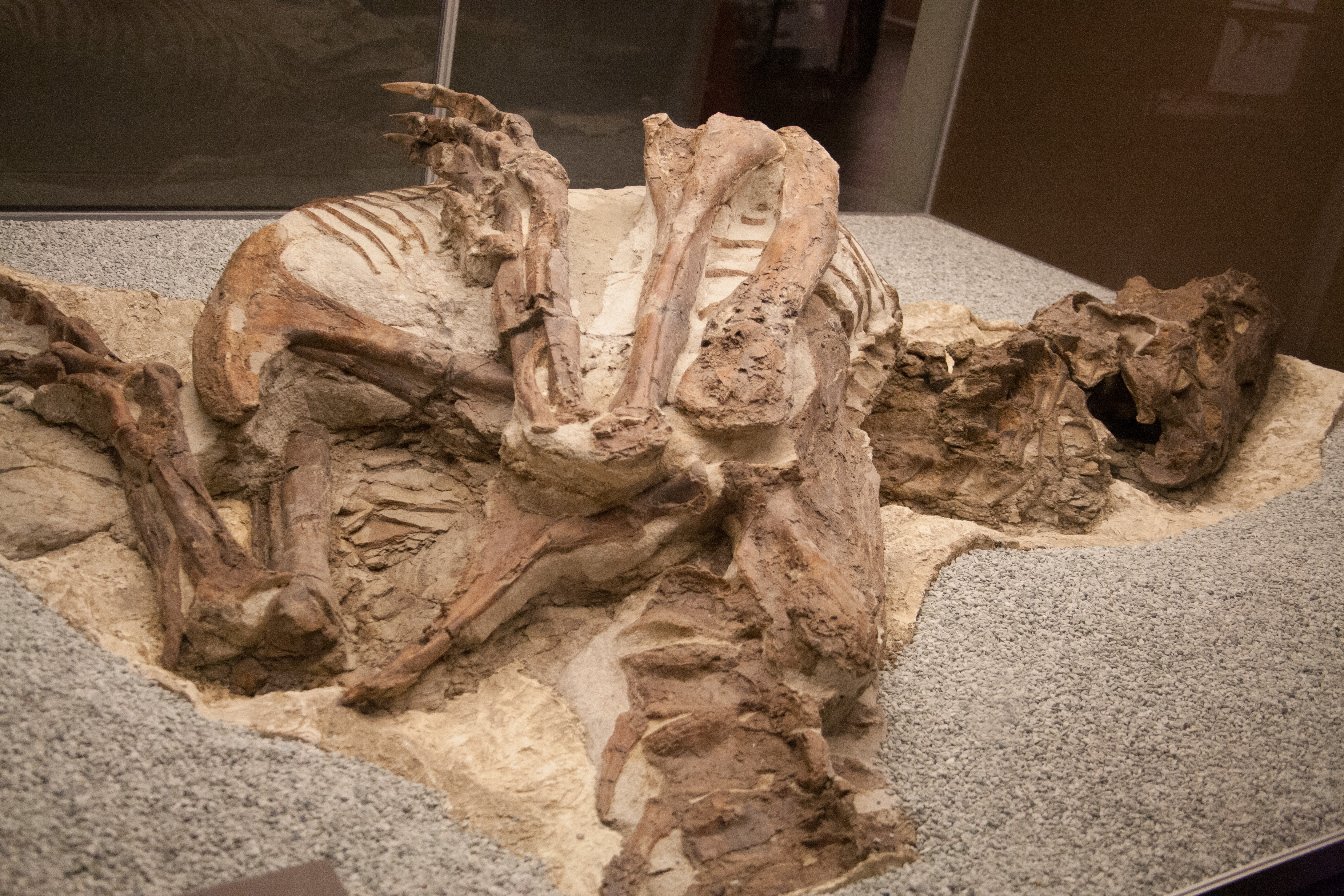
Espécimen muy bien preservado de Gorgosaurus en el Royal Tyrrell Museum.

Gorgosaurus es un antagonista recurrente en la película-documental de la BBC La marcha de los dinosaurios. Fue representado con un denso plumaje y con un comportamiento principalmente nocturno. En la ficción del documental este Gorgosaurus sufre durante la mayor parte del metraje por una herida infectada, infligida por un Troodon, y finalmente muere por una fractura en la pierna causada por un Edmontonia. Gorgosaurus es también un antagonista en la película infantil Walking with Dinosaurs, en la que un macho llamado Gorgon mata al padre del protagonista principal de la película, un Pachyrhinosaurus.